# The Game Awards

Logo der Game Awards

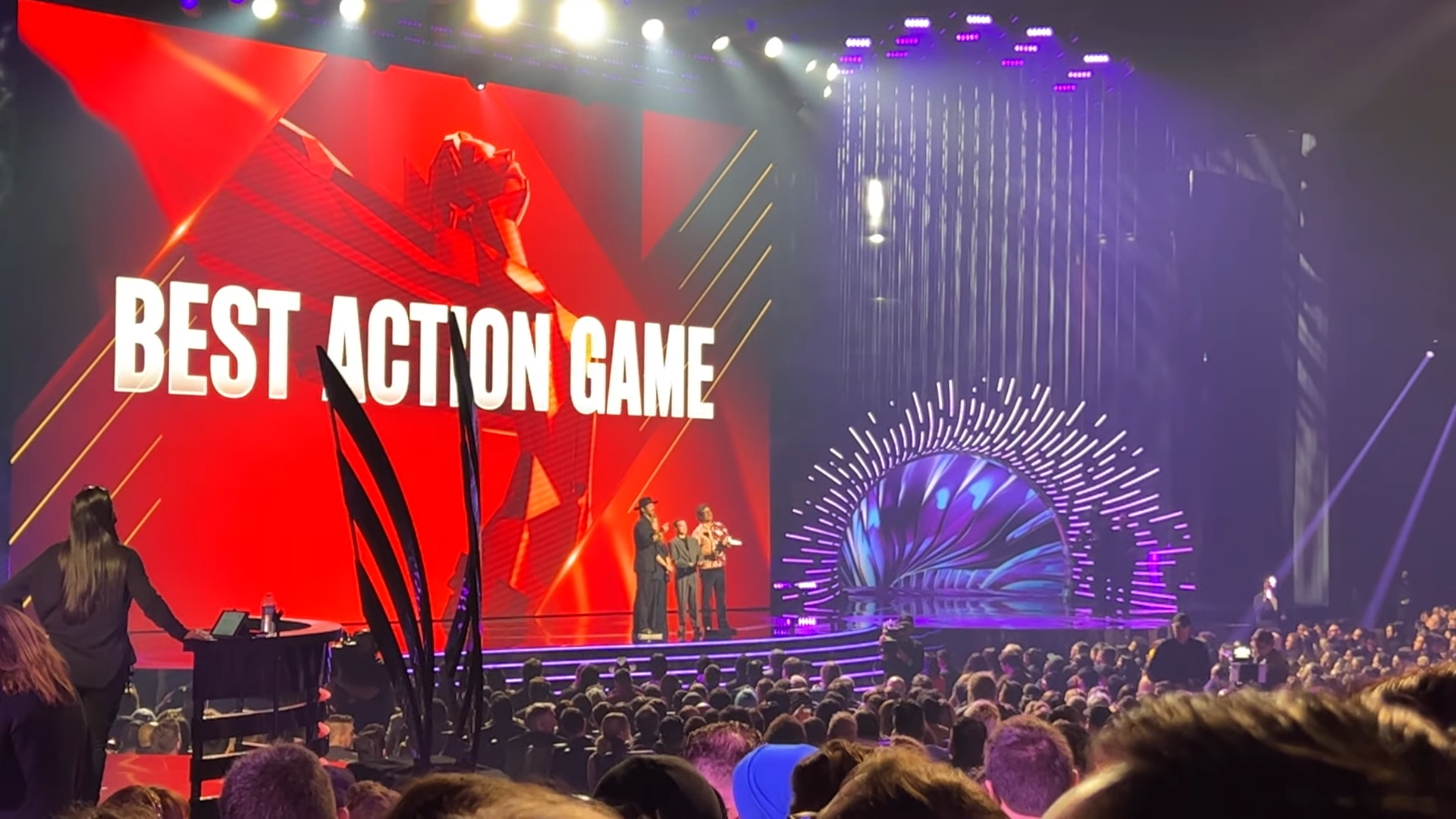
Die Bühne der Game Awards 2022

Vereinfachte Darstellung der von Weta Workshop gestalteten Trophäe

The Game Awards sind eine jährliche Preisverleihung, die Leistungen in der Computerspielbranche würdigt. Bei den Feierlichkeiten sind auch Vorstellungen neuer Titel und ausführliche Blicke auf bereits angekündigte Spiele zu sehen. Die Shows werden von Geoff Keighley produziert und moderiert, der über zehn Jahre lang am Vorgänger, den Spike Video Game Awards, gearbeitet hat.

## Geschichte
Von 2003 bis 2013 hat der amerikanische Fernsehsender Spike TV, gegen Ende eines jeden Kalenderjahres, die Spike Video Game Awards (VGA) ausgestrahlt, um Computerspiele zu ehren, die in diesem Jahr veröffentlicht wurden. Geoff Keighley war der Produzent und Moderator dieser Sendungen. Im Jahr 2013 entschied sich Spike, die Auszeichnungen von VGA in VGX umzubenennen, um zu zeigen, dass sie sich mehr auf die nächste Generation von Spielen konzentrieren wollten, die mit dem Beginn der achten Generation von Konsolen eingeführt wurden und platzierte auch den Comedian und Schauspieler Joel McHale als Komoderator neben Keighley. Die Veranstaltung 2013 galt als Enttäuschung und stellte eher die kommerzielle Leistung als eine Feier der Computerspiele in den Mittelpunkt.
Keighley entschied sich für den Ausstieg aus einem weiteren Engagement bei den VGX und erlaubte Spike, das Eigentum an den VGX zu behalten; im November 2014 gab Spike TV bekannt, dass sie sich dafür entschieden hatten, die Preisverleihung komplett zu beenden. Stattdessen arbeitete Keighley mit mehreren Unternehmen der Branche zusammen, darunter die Konsolen-Hersteller Sony, Microsoft und Nintendo sowie mehrere große Publisher, um eine neue Preisverleihung, die Game Awards, finanziell zu unterstützen und mit Spikes Erlaubnis zu realisieren. Keighley konnte sich einen Veranstaltungsort für das Live-Event sichern. Ohne einen Fernsehsender vereinbarten Keighley und die Partner die Live-Show auf den Konsolennetzwerken und bei Valves Steam-Plattform zu streamen, um ein größeres Publikum als Spike TV zu erreichen.

## Das Verfahren
Die Game Awards haben ein beratendes Komitee, dem Vertreter der Hardwarehersteller Microsoft, Sony, Nintendo und AMD sowie die Softwarehersteller Electronic Arts, Activision, Rockstar Games, Ubisoft, Valve und Warner Bros. Interactive Entertainment angehören. Dieses Gremium wählt etwa dreißig einflussreiche Pressevertreter aus der Computerspielbranche aus, die in der Lage sind, Computerspiele in mehreren Kategorien zu nominieren und anschließend abzustimmen. Der Beirat beteiligt sich ansonsten nicht am Nominierungs- oder Abstimmungsprozess. Während der Nominierungsrunde stellt jede der Nachrichtenredaktionen eine Liste von Spielen in mehreren Kategorien vor; Spiele für E-Sport-Kategorien werden von einer spezialisierten Gruppe dieser Redaktionen ausgewählt. Das Komitee hält sich an die Nominierungen und wählt die am häufigsten nominierten Titel für die Abstimmung über dieselben Vertreter aus. Vor 2017 wurden die Preisträger von 28 Branchenexperten und -vertretern ausgewählt, bei den Auszeichnungen 2017 waren es 52.

## Gewinner und Nominierte

### Preisverleihung 2014
Die Game Awards 2014 fanden am 5. Dezember 2014 im AXIS, Las Vegas, statt. Zum ersten Mal der Öffentlichkeit vorgestellt oder neue Trailer wurden gezeigt von Nintendos Super Mario Maker, Code Name: S.T.E.A.M. und The Legend of Zelda: Breath of the Wild, Kojima Productions Metal Gear Solid V: The Phantom Pain, Visceral Gamess Battlefield Hardline, From Softwares Bloodborne, Supermassive Gamess Until Dawn, Ready at Dawns The Order: 1886, Crystal Dynamics Lara Croft and the Temple of Osiris, CD Projekt REDs The Witcher 3: Wild Hunt, The Odd Gentlemens King’s Quest, Three One Zeros Adrift und Natsumes Godzilla. Während der Zeremonie wurden zudem Facepunch Studios Before, Stoics The Banner Saga 2, Fullbrights Tacoma, Robotokis Human Element und Hello Games’ No Man’s Sky.
Mit jeweils drei Auszeichnungen waren Call of Duty: Advanced Warfare, Dark Souls II, Destiny, Hearthstone: Heroes of Warcraft, Mittelerde: Mordors Schatten und South Park: Der Stab der Wahrheit die erfolgreichsten Spiele der Verleihung.

#### Jurypreise
| Spiel des Jahres (Game of the Year) | Entwickler des Jahres (Developer of the Year) |
| --- | --- |
| - Dragon Age: Inquisition – entwickelt von BioWare - Bayonetta 2 – entwickelt von Platinum Games - Dark Souls II – entwickelt von From Software - Hearthstone: Heroes of Warcraft – entwickelt von Blizzard Entertainment - Mittelerde: Mordors Schatten – entwickelt von Monolith Productions                                                                                 | - Nintendo - Blizzard Entertainment - Monolith Productions - Telltale Games - Ubisoft Montreal |
| Bestes Indie-Spiel (Best Independent Game) | Bestes mobile/Handheld Spiel (Best Mobile/Handheld Game) |
| - Shovel Knight – entwickelt von Yacht Club Games - Broken Age Act I – entwickelt von Double Fine Productions - Monument Valley – entwickelt von Ustwo - Transistor – entwickelt von Supergiant Games - The Vanishing of Ethan Carter – entwickelt von The Astronauts | - Hearthstone: Heroes of Warcraft – entwickelt von Blizzard Entertainment - Bravely Default – entwickelt von Silicon Studio und Square Enix - Monument Valley – entwickelt von Ustwo - Super Smash Bros. for Nintendo 3DS – entwickelt von Sora Ltd. und Bandai Namco Games - Threes – entwickelt von Sirvo |
| Beste Erzählung (Best Narrative) | Bester Score/Soundtrack (Best Score/Soundtrack) |
| - Valiant Hearts: The Great War – geschrieben von Matt & Ed - South Park: Der Stab der Wahrheit – geschrieben von Trey Parker und Matt Stone - The Walking Dead: 2. Staffel – geschrieben von Nick Breckon und Andrew Grant - The Wolf Among Us – geschrieben von Pierre Shorette - Wolfenstein: The New Order – geschrieben von Jerk Gustafsson, Tom Keegan und Jens Matthies | - Destiny – komponiert von Michael Salvatori, C. Paul Johnson, Martin O’Donnell und Paul McCartney - Alien: Isolation – komponiert von Byron Bullock, Sam Cooper, Jeff van Dyck, Christian Henson, Joe Henson, Haydn Payne und Alexis Smith - Child of Light – komponiert von Béatrice Martin - Sunset Overdrive – komponiert von Boris Salchow - Transistor – komponiert von Darren Korb |
| Beste schauspielerische Leistung (Best Performance) | Spiele für Veränderungen (Games for Change) |
| - Trey Parker als mehrere Figuren – in South Park: Der Stab der Wahrheit - Adam Harrington als Bigby Wolf – in The Wolf Among Us - Kevin Spacey als Jonathan Irons – in Call of Duty: Advanced Warfare - Melissa Hutchison als Clementine – in The Walking Dead: 2. Staffel - Troy Baker als Talion – in Mittelerde: Mordors Schatten                                          | - Valiant Hearts: The Great War – entwickelt von Ubisoft Montpellier - Mountain – entwickelt von David OReilly - Never Alone – entwickelt von Upper One Games und E-Line Media - The Last of Us: Left Behind – entwickelt von Naughty Dog - This War of Mine – entwickelt von 11 Bit Studios |
| Bester Shooter (Best Shooter) | Bestes Action-Adventure (Best Action/Adventure) |
| - Far Cry 4 – entwickelt von Ubisoft Montreal - Call of Duty: Advanced Warfare – entwickelt von Sledgehammer Games - Destiny – entwickelt von Bungie - Titanfall – entwickelt von Respawn Entertainment - Wolfenstein: The New Order – entwickelt von MachineGames | - Mittelerde: Mordors Schatten – entwickelt von Monolith Productions - Assassin’s Creed Unity – entwickelt von Ubisoft Montreal - Alien: Isolation – entwickelt von Creative Assembly - Bayonetta 2 – entwickelt von Platinum Games - Sunset Overdrive – entwickelt von Insomniac Games |
| Bestes Rollenspiel (Best Role Playing Game) | Bestes Kampfspiel (Best Fighting Game) |
| - Dragon Age: Inquisition – entwickelt von BioWare - Bravely Default – entwickelt von Silicon Studio und Square Enix - Dark Souls II – entwickelt von From Software - Divinity: Original Sin – entwickelt von Larian Studios - South Park: Der Stab der Wahrheit – entwickelt von Obsidian Entertainment und South Park Digital Studios                                        | - Super Smash Bros. for Wii U – entwickelt von Sora Ltd. und Bandai Namco Games - Killer Instinct: Season Two – entwickelt von Double Helix Games, Iron Galaxy Studios, Rare und Microsoft Studios - Persona 4 Arena Ultimax – entwickelt von Arc System Works - Super Smash Bros. for Nintendo 3DS – entwickelt von Sora Ltd. und Bandai Namco Games - Ultra Street Fighter IV – entwickelt von Capcom |
| Bestes Familienspiel (Best Family Game) | Bestes Sport-/Rennspiel (Best Sports/Racing Game) |
| - Mario Kart 8 – entwickelt von Nintendo EAD - Disney Infinity: Marvel Super Heroes – entwickelt von Avalanche Software - Fantasia: Music Evolved – entwickelt von Harmonix - Skylanders: Trap Team – entwickelt von Toys for Bob und Beenox - Tomodachi Life – entwickelt von Nintendo SPD                                                                                    | - Mario Kart 8 – entwickelt von Nintendo EAD - FIFA 15 – entwickelt von EA Canada - Forza Horizon 2 – entwickelt von Playground Games, Sumo Digital und Turn 10 Studios - NBA 2K15 – entwickelt von Visual Concepts - Trials Fusion – entwickelt von RedLynx, Ubisoft Schanghai und Ubisoft Kiew |
| Bestes Onlineerfahrung (Best Online Experience) | Beste Neuauflage (Best Remaster) |
| - Destiny – entwickelt von Bungie - Call of Duty: Advanced Warfare – entwickelt von Sledgehammer Games, High Moon Studios und Raven Software - Dark Souls II – entwickelt von From Software - Hearthstone: Heroes of Warcraft – entwickelt von Blizzard Entertainment - Titanfall – entwickelt von Respawn Entertainment                                                       | - Grand Theft Auto V – ursprünglich entwickelt/neuentwickelt von Rockstar North - Halo: The Master Chief Collection – ursprünglich entwickelt von Bungie und 343 Industries; neuentwickelt von 343 Industries - Pokémon Omega Rubin und Alpha Saphir – ursprünglich entwickelt/neuentwickelt von Game Freak - The Last of Us Remastered – ursprünglich entwickelt/neuentwickelt von Naughty Dog - Tomb Raider: Definitive Edition – ursprünglich entwickelt von Crystal Dynamics; neuentwickelt von Nixxes Software und United Front Games |

#### Publikumspreise
| Meist erwartetes Spiel (Most Anticipated Game) | E-Sport-Spieler des Jahres (ESports Player of the Year)                                                                          |
| --- | --- |
| - The Witcher 3: Wild Hunt – entwickelt von CD Projekt RED - Batman: Arkham Knight – entwickelt von Rocksteady Studios - Uncharted 4: A Thief’s End – entwickelt von Naughty Dog - Evolve – entwickelt von Turtle Rock Studios - Bloodborne – entwickelt von From Software | - Matt „NaDeSHoT“ Haag - Christopher „GeT RiGhT“ Alesund - Martin „Rekkles“ Larsson - James „Firebat“ Kostesich - Xu „Fy“ Linsen |
| E-Sport-Team des Jahres (ESports Team of the Year) | Aufsteigender Spieler (Trending Gamer)                                                                                           |
| - Ninjas in Pyjamas - Evil Geniuses - Samsung White - Newbee - Edward Gaming | - TotalBiscuit - Evan „Vanoss“ Fong - Jeff Gerstmann - PewDiePie - StampyLongHead                                                |
| Beste Fankreation (Best Fan Creation) | |
| - Twitch Plays Pokémon – von „Anonymous“ - Luigi Death Stare – von CZBwoi und Rizupicorr - It’s Dangerous to Go Alone – von Starbomb - Minecraft – Titan City – von Colonial Puppet - Mine the Diamond (Minecraft Song) – von Tobuscus                                     | |

#### Ehrenpreis
| Ikone der Computerspielbranche (Industry Icon Award) |
| ---------------------------------------------------- |
| - Ken und Roberta Williams (Sierra Entertainment)    |

### Preisverleihung 2015
Die Preisverleihung fand am 3. Dezember 2015 im Microsoft Theater in Los Angeles statt. Zu den Weltpremieren gehörten Telltale Games’ Batman: The Telltale Series und The Walking Dead: Michonne, Double Fine Productions’ Psychonauts 2 und Harmonix’ Rock Band VR.
Mit sechs Auszeichnungen war The Witcher 3: Wild Hunt das erfolgreichste Spiel der Veranstaltung.

#### Jurypreise
| Spiel des Jahres (Game of the Year) | Entwickler des Jahres (Developer of the Year) |
| --- | --- |
| - The Witcher 3: Wild Hunt – entwickelt von CD Projekt RED - Bloodborne – entwickelt von From Software - Fallout 4 – entwickelt von Bethesda Game Studios - Metal Gear Solid V: The Phantom Pain – entwickelt von Kojima Productions - Super Mario Maker – entwickelt von Nintendo | - CD Projekt RED - Bethesda Game Studios - From Software - Kojima Productions - Nintendo |
| Bestes Indie-Spiel (Best Independent Game) | Bestes mobile/Handheld Spiel (Best Mobile/Handheld Game) |
| - Rocket League – entwickelt von Psyonix - Axiom Verge – entwickelt von Tom Happ - Her Story – entwickelt von Sam Barlow - Ori and the Blind Forest – entwickelt von Moon Studios - Undertale – entwickelt von Toby Fox | - Lara Croft Go – entwickelt von Square Enix Montréal - Downwell – entwickelt von Moppin - Fallout Shelter – entwickelt von Bethesda Game Studios und Behaviour Interactive - Monster Hunter 4 Ultimate – entwickelt von Capcom - Pac-Man 256 – entwickelt von Hipster Whale                                                                                           |
| Beste Erzählung (Best Narrative) | Beste künstlerische Gestaltung (Best Art Direction) |
| - Her Story – geschrieben von Sam Barlow - Life Is Strange – geschrieben von Christian Divine und Jean-Luc Cano - Tales from the Borderlands – geschrieben von Pierre Shorette, Adam Hines, Jeremy Breslau, Chuck Jordan, Eric Stirpe, Anthony Burch, und Zack Keller - The Witcher 3: Wild Hunt – geschrieben von Marcin Blacha und Borys Pugacz-Muraszkiewicz - Until Dawn – geschrieben von Graham Reznick und Larry Fessenden | - Ori and the Blind Forest – entwickelt von Moon Studios - Batman: Arkham Knight – entwickelt von Rocksteady Studios - Bloodborne – entwickelt von From Software - Metal Gear Solid V: The Phantom Pain – entwickelt von Kojima Productions - The Witcher 3: Wild Hunt – entwickelt von CD Projekt RED                                                                 |
| Bester Score/Soundtrack (Best Score/Soundtrack) | Beste schauspielerische Leistung (Best Performance) |
| - Metal Gear Solid V: The Phantom Pain – komponiert von Ludvig Forssell, Justin Burnett, und Daniel James - Fallout 4 – komponiert von Inon Zur - Halo 5: Guardians – komponiert von Kazuma Jinnouchi - Ori and the Blind Forest – komponiert von Gareth Coker - The Witcher 3: Wild Hunt – komponiert von Marcin Przybyłowicz, Mikolai Stroinski, und Percival                                                                   | - Viva Seifert als Hannah Smith – in Her Story - Ashly Burch als Chloe Price – in Life Is Strange - Camilla Luddington als Lara Croft – in Rise of the Tomb Raider - Doug Cockle als Geralt von Rivia – in The Witcher 3: Wild Hunt - Mark Hamill als Joker – in Batman: Arkham Knight                                                                                 |
| Spiel mit Auswirkungen (Games for Impact) | Bester Shooter (Best Shooter) |
| - Life Is Strange – entwickelt von Dontnod Entertainment - Cibele – entwickelt von Star Maid Games - Her Story – entwickelt von Sam Barlow - Sunset – entwickelt von Tale of Tales - Undertale – entwickelt von Toby Fox | - Splatoon – entwickelt von Nintendo - Call of Duty: Black Ops III – entwickelt von Treyarch - Destiny: König der Besessenen – entwickelt von Bungie - Halo 5: Guardians – entwickelt von 343 Industries - Star Wars Battlefront – entwickelt von EA DICE |
| Bestes Action-Adventure (Best Action/Adventure) | Bestes Rollenspiel (Best Role Playing Game) |
| - Metal Gear Solid V: The Phantom Pain – entwickelt von Kojima Productions - Assassin’s Creed Syndicate – entwickelt von Ubisoft Quebec - Batman: Arkham Knight – entwickelt von Rocksteady Studios - Ori and the Blind Forest – entwickelt von Moon Studios - Rise of the Tomb Raider – entwickelt von Crystal Dynamics | - The Witcher 3: Wild Hunt – entwickelt von CD Projekt RED - Bloodborne – entwickelt von From Software - Fallout 4 – entwickelt von Bethesda Game Studios - Pillars of Eternity – entwickelt von Obsidian Entertainment - Undertale – entwickelt von Toby Fox |
| Bestes Kampfspiel (Best Fighting Game) | Bestes Familienspiel (Best Family Game) |
| - Mortal Kombat X – entwickelt von Netherrealm Studios - Guilty Gear Xrd –SIGN– – entwickelt von Arc System Works Team Red - Rise of Incarnates – entwickelt von Bandai Namco Holdings - Rising Thunder – entwickelt von Radiant Entertainment | - Super Mario Maker – entwickelt von Nintendo - Disney Infinity 3.0 – entwickelt von Avalanche Software mit zusätzlicher Arbeit von Ninja Theory, Studio Gobo, Sumo Digital und United Front Games - Lego Dimensions – entwickelt von Traveller’s Tales - Skylanders: SuperChargers – entwickelt von Vicarious Visions und Beenox - Splatoon – entwickelt von Nintendo |
| Bestes Sport-/Rennspiel (Best Sports/Racing Game) | Bester Mehrspieler (Best Multiplayer) |
| - Rocket League – entwickelt von Psyonix - FIFA 16 – entwickelt von EA Canada - Forza Motorsport 6 – entwickelt von Turn 10 Studios - NBA 2K16 – entwickelt von Visual Concepts - Pro Evolution Soccer 2016 – entwickelt von PES Productions | - Splatoon – entwickelt von Nintendo - Call of Duty: Black Ops III – entwickelt von Treyarch - Destiny: König der Besessenen – entwickelt von Bungie - Halo 5: Guardians – entwickelt von 343 Industries - Rocket League – entwickelt von Psyonix |

#### Publikumspreise
| Meist erwartetes Spiel (Most Anticipated Game) | E-Sport-Spieler des Jahres (ESports Player of the Year) |
| --- | --- |
| - No Man’s Sky – entwickelt von Hello Games - Horizon Zero Dawn – entwickelt von Guerrilla Games - Quantum Break – entwickelt von Remedy Entertainment - The Last Guardian – entwickelt von genDESIGN und SCE Japan Studio - Uncharted 4: A Thief’s End – entwickelt von Naughty Dog | - Kenny „kennyS“ Schrub (Team EnVyUs – Counter-Strike: Global Offensive) - Lee „Faker“ Sang-hyeok (SK Telecom T1 – League of Legends) - Olof „olofmeister“ Kajbjer (fnatic – Counter-Strike: Global Offensive) - Peter „ppd“ Dager (Evil Geniuses – Dota 2) - Syed Sumail „SumaiL“ Hassan (Evil Geniuses – Dota 2)                             |
| E-Sport-Team des Jahres (ESports Team of the Year) | ESports Spiel des Jahres (Game of the Year) |
| - OpTic Gaming - Evil Geniuses - Fnatic - SK Telecom T1 - Team SoloMid | - Counter-Strike: Global Offensive – entwickelt von Hidden Path Entertainment und Valve Corporation - Call of Duty: Advanced Warfare – entwickelt von Sledgehammer Games - Dota 2 – entwickelt von Valve Corporation - Hearthstone: Heroes of Warcraft – entwickelt von Blizzard Entertainment - League of Legends – entwickelt von Riot Games |
| Aufsteigender Spieler (Trending Gamer) | Beste Fankreation (Best Fan Creation) |
| - Greg Miller - TotalBiscuit - Christopher „MonteCristo“ Mykles - Markiplier - PewDiePie | - Portal Stories: Mel – von Prism Studios - GTA V – Targets – von Hoodoo Operator - Real GTA – von Corridor Digital - Twitch Plays Dark Souls – von der Twitch-Community |

#### Ehrenpreis
| Ikone der Computerspielbranche (Industry Icon Award) |
| ---------------------------------------------------- |
| - Brett Sperry und Louis Castle (Westwood Studios)   |

### Preisverleihung 2016
Die Preisverleihung fand am 1. Dezember 2016 erneut im Microsoft Theater statt. Sie wurde zum ersten Mal auch in China ausgestrahlt. Insgesamt sahen etwa 3,8 Millionen Zuschauer die Übertragung über YouTube, Twitch, Xbox Live, PlayStation Network und Steam. Neue Trailer wurden von Mass Effect: Andromeda, The Walking Dead: A New Frontier, Prey, The Legend of Zelda: Breath of the Wild, Shovel Knight: Specter of Torment, Halo Wars 2, Death Stranding, Dauntless, einer Bulletstorm- Neuauflage, Telltale’s Guardians of the Galaxy, LawBreakers, Warframe, Assassin’s Creed: The VR Experience und Ausschnitte aus dem Assassin’s Creed Kinofilm vorgeführt.
Mit acht Auszeichnungen war Uncharted 4: A Thief’s End das erfolgreichste Spiel der Verleihung, gefolgt von Firewatch, Inside und Overwatch (jeweils fünf Preise).

#### Jurypreise
| Spiel des Jahres (Game of the Year) | Beste Regie eines Spiels (Best Game Direction) |
| --- | --- |
| - Overwatch – entwickelt von Blizzard Entertainment - Doom – entwickelt von id Software - Inside – entwickelt von Playdead - Titanfall 2 – entwickelt von Respawn Entertainment - Uncharted 4: A Thief’s End – entwickelt von Naughty Dog                                                                          | - Blizzard Entertainment - EA DICE - id Software - Naughty Dog - Respawn Entertainment |
| Beste Erzählung (Best Narrative) | Beste künstlerische Gestaltung (Best Art Direction) |
| - Uncharted 4: A Thief’s End – geschrieben von Neil Druckmann und Josh Scherr - Firewatch – geschrieben von Olly Moss, Chris Remo, Jake Rodkin, und Sean Vanaman - Inside – geschrieben von Laurids Binderup - Mafia III – geschrieben von Bill Harms - Oxenfree – geschrieben von Adam Hines                      | - Inside – entwickelt von Playdead - ABZÛ – entwickelt von Giant Squid - Firewatch – entwickelt von Campo Santo - Overwatch – entwickelt von Blizzard Entertainment - Uncharted 4: A Thief’s End – entwickelt von Naughty Dog                                                                                       |
| Beste Musik/Tongestaltung (Best Music/Sound Design) | Beste schauspielerische Leistung (Best Performance) |
| - Doom – komponiert von Mick Gordon - Battlefield 1 – komponiert von Patrik Andrén und Johan Söderqvist - Inside – komponiert von Martin Stig Andersen und Søs Gunver Ryberg - Rez Infinite – komponiert von United Game Artists - Thumper – komponiert von Drool                                                  | - Nolan North als Nathan Drake – in Uncharted 4: A Thief’s End - Alex Hernandez als Lincoln Clay – in Mafia III - Cissy Jones als Delilah – in Firewatch - Emily Rose als Elena – in Uncharted 4: A Thief’s End - Rich Sommer las Henry – in Firewatch - Troy Baker als Sam Drake – in Uncharted 4: A Thief’s End   |
| Spiel mit Auswirkungen (Games for Impact) | Bestes Indie-Spiel (Best Independent Game) |
| - That Dragon, Cancer – entwickelt von Numinous Games - Block’hood – entwickelt von Plethora Project - Orwell – entwickelt von Osmotic - Sea Hero Quest – entwickelt von Glitchers - 1979 Revolution: Black Friday – entwickelt von iNK Stories                                                                    | - Inside – entwickelt von Playdead - Firewatch – entwickelt von Campo Santo - Hyper Light Drifter – entwickelt von Heart Machine - Stardew Valley – entwickelt von ConcernedApe - The Witness – entwickelt von Thekla, Inc.                                                                                         |
| Bestes mobile/Handheld Spiel (Best Mobile/Handheld Game) | Bestes VR-Spiel (Best VR Game) |
| - Pokémon Go – entwickelt von Niantic - Clash Royale – entwickelt von Supercell - Fire Emblem Fates – entwickelt von Intelligent Systems - Monster Hunter Generations – entwickelt von Capcom - Severed – entwickelt von DrinkBox Studios                                                                          | - Rez Infinite – entwickelt von United Game Artists - Batman: Arkham VR – entwickelt von Rocksteady Studios - Eve: Valkyrie – entwickelt von CCP Games - Job Simulator – entwickelt von Owlchemy Labs - Thumper – entwickelt von Drool                                                                              |
| Bestes Action-Spiel (Best Action Game) | Bestes Action-Adventure (Best Action/Adventure) |
| - Doom – entwickelt von id Software - Battlefield 1 – entwickelt von EA DICE - Gears of War 4 – entwickelt von The Coalition - Overwatch – entwickelt von Blizzard Entertainment - Titanfall 2 – entwickelt von Respawn Entertainment                                                                              | - Dishonored 2: Das Vermächtnis der Maske – entwickelt von Arkane Studios - Hitman – entwickelt von IO Interactive - Hyper Light Drifter – entwickelt von Heart Machine - Ratchet & Clank – entwickelt von Insomniac Games - Uncharted 4: A Thief’s End – entwickelt von Naughty Dog                                |
| Bestes Rollenspiel (Best Role Playing Game) | Bestes Kampfspiel (Best Fighting Game) |
| - The Witcher 3: Wild Hunt – Blood and Wine – entwickelt von CD Projekt RED - Dark Souls III – entwickelt von From Software - Deus Ex: Mankind Divided – entwickelt von Eidos Montréal - World of Warcraft: Legion – entwickelt von Blizzard Entertainment - Xenoblade Chronicles X – entwickelt von Monolith Soft | - Street Fighter V – entwickelt von Capcom - Killer Instinct: Season Three – entwickelt von Iron Galaxy - The King of Fighters XIV – entwickelt von SNK Corporation - Pokémon Tekken – entwickelt von Bandai Namco Studios                                                                                          |
| Bestes Strategiespiel (Best Strategy Game) | Bestes Familienspiel (Best Family Game) |
| - Civilization VI – entwickelt von Firaxis Games - Fire Emblem Fates – entwickelt von Intelligent Systems - The Banner Saga 2 – entwickelt von Stoic - Total War: Warhammer – entwickelt von Creative Assembly - XCOM 2 – entwickelt von Firaxis Games                                                             | - Pokémon Go – entwickelt von Niantic - Dragon Quest Builders – entwickelt von Square Enix - Lego Star Wars: The Force Awakens – entwickelt von TT Fusion - Ratchet & Clank – entwickelt von Insomniac Games - Skylanders: Imaginators – entwickelt von Toys for Bob                                                |
| Bestes Sport-/Rennspiel (Best Sports/Racing Game) | Bester Mehrspieler (Best Multiplayer) |
| - Forza Horizon 3 – entwickelt von Playground Games - FIFA 17 – entwickelt von EA Canada - MLB The Show 16 – entwickelt von SIE San Diego Studio - NBA 2K17 – entwickelt von Visual Concepts - Pro Evolution Soccer 2017 – entwickelt von PES Productions                                                          | - Overwatch – entwickelt von Blizzard Entertainment - Battlefield 1 – entwickelt von EA DICE - Gears of War 4 – entwickelt von The Coalition - Overcooked – entwickelt von Ghost Town Games - Titanfall 2 – entwickelt von Respawn Entertainment - Tom Clancy’s Rainbow Six Siege – entwickelt von Ubisoft Montreal |

#### Publikumspreise
| Meist erwartetes Spiel (Most Anticipated Game) | Aufsteigender Spieler (Trending Gamer) |
| --- | --- |
| - The Legend of Zelda: Breath of the Wild – entwickelt von Nintendo EPD - God of War – entwickelt von SIE Santa Monica Studio - Horizon Zero Dawn – entwickelt von Guerrilla Games - Mass Effect: Andromeda – entwickelt von BioWare - Red Dead Redemption 2 – entwickelt von Rockstar Games | - Boogie2988 - The Angry Joe Show - Danny O’Dwyer - Jacksepticeye - Lirik |
| Beste Fankreation (Best Fan Creation) | E-Sport-Spieler des Jahres (Esports Player of the Year) |
| - Enderal: The Shards of Order - Brutal Doom 64 - AM2R 1 - Pokémon Uranium 1 Nominierung aberkannt nach DMCA-Benachrichtigung von Nintendo. | - Marcelo „Coldzera“ David (SK Gaming – Counter-Strike: Global Offensive) - Lee „Faker“ Sang-hyeok (SK Telecom T1 – League of Legends) - Hyun „ByuN“ Woo (StarCraft II) - Lee „Infiltration“ Seon-woo (Team Razer – Street Fighter V) - Juan „Hungrybox“ DeBiedma (Team Liquid – Super Smash Bros. Melee) |
| E-Sport-Team des Jahres (esports Team of the Year) | E-Sport-Spiel des Jahres (esports Game of the Year) |
| - Cloud9 - SK Telecom T1 - Wings Gaming - SK Gaming - ROX Tigers | - Overwatch – entwickelt von Blizzard Entertainment - Counter-Strike: Global Offensive – entwickelt von Hidden Path Entertainment und Valve Corporation - Dota 2 – entwickelt von Valve Corporation - League of Legends – entwickelt von Riot Games - Street Fighter V – entwickelt von Capcom            |

#### Ehrenpreis
| Ikone der Computerspielbranche (Industry Icon Award) |
| ---------------------------------------------------- |
| - Hideo Kojima                                       |

### Preisverleihung 2017
Die Game Awards 2017 wurden am 7. Dezember 2017 erneut im Microsoft Theater verliehen. Mit jeweils drei Auszeichnungen waren Cuphead, Hellblade: Senua’s Sacrifice und The Legend of Zelda: Breath of the Wild die erfolgreichsten Spiele der Preisverleihung. Präsentiert wurden die jeweiligen Preise unter anderem von Hideo Kojima, Guillermo del Toro, Justin Roiland, Conan O’Brien, Norman Reedus, Andy Serkis, Felicia Day, Aisha Tyler und Zachary Levi. Insgesamt sahen 11,5 Millionen Zuschauer die Übertragung über verschiedene Plattformen.

#### Jurypreise
| Spiel des Jahres (Game of the Year) | Beste Regie eines Spiels (Best Game Direction) |
| --- | --- |
| - The Legend of Zelda: Breath of the Wild – entwickelt von Nintendo - Horizon Zero Dawn – entwickelt von Guerrilla Games - Persona 5 – entwickelt von Atlus - PlayerUnknown’s Battlegrounds – entwickelt von PUBG Corporation - Super Mario Odyssey – entwickelt von Nintendo | - The Legend of Zelda: Breath of the Wild – entwickelt von Nintendo - Horizon Zero Dawn – entwickelt von Guerrilla Games - Resident Evil 7: Biohazard – entwickelt von Capcom - Super Mario Odyssey – entwickelt von Nintendo - Wolfenstein II: The New Colossus – entwickelt von MachineGames |
| Beste Erzählung (Best Narrative) | Beste künstlerische Gestaltung (Best Art Direction) |
| - What Remains of Edith Finch – geschrieben von Ian Dallas - Hellblade: Senua’s Sacrifice – geschrieben von Tameem Antoniades und Elizabeth Ashman-Rowe - Horizon Zero Dawn – geschrieben von John Gonzalez - Nier: Automata – geschrieben von Yoko Taro, Hana Kikuchi, und Yoshiho Akabane - Wolfenstein II: The New Colossus – geschrieben von Jen Matthies und Tommy Tordsson Bjork                             | - Cuphead – entwickelt von StudioMDHR - Destiny 2 – entwickelt von Bungie - Horizon Zero Dawn – entwickelt von Guerrilla Games - Persona 5 – entwickelt von Atlus - The Legend of Zelda: Breath of the Wild – entwickelt von Nintendo |
| Beste/r Score/Musik (Best Score/Music) | Beste Audiogestaltung (Best Audio Design) |
| - Nier: Automata – komponiert von Keiichi Okabe und Keigo Hoashi - Cuphead – komponiert von Kristofer Maddigan - Destiny 2 – komponiert von Michael Salvatori, Skye Lewin, und C Paul Johnson - Persona 5 – komponiert von Shoji Meguro - Super Mario Odyssey – komponiert von Naoto Kubo, Shiho Fujii, und Kōji Kondō - The Legend of Zelda: Breath of the Wild – komponiert von Manaka Kataoka und Yasuaki Iwata | - Hellblade: Senua’s Sacrifice – entwickelt von Ninja Theory - Destiny 2 – entwickelt von Bungie - Resident Evil 7: Biohazard – entwickelt von Capcom - Super Mario Odyssey – entwickelt von Nintendo - The Legend of Zelda: Breath of the Wild – entwickelt von Nintendo |
| Beste schauspielerische Leistung (Best Performance) | Spiel mit Auswirkungen (Games for Impact) |
| - Melina Juergens als Senua – in Hellblade: Senua’s Sacrifice - Ashly Burch als Aloy – in Horizon Zero Dawn - Brian Bloom als B.J. Blazkowicz – in Wolfenstein II: The New Colossus - Claudia Black als Chloe Frazer – in Uncharted: The Lost Legacy - Laura Bailey als Nadine Ross – in Uncharted: The Lost Legacy                                                                                                | - Hellblade: Senua’s Sacrifice – entwickelt von Ninja Theory - Bury Me, My Love – entwickelt von The Pixel Hunt - Life Is Strange: Before the Storm – entwickelt von Deck Nine - Night in the Woods – entwickelt von Infinite Fall - Please Knock on My Door – entwickelt von Levall Games AB - What Remains of Edith Finch – entwickelt von Giant Sparrow |
| Bestes fortlaufendes Spiel (Best Ongoing Game) | Bestes Indie-Spiel (Best Independent Game) |
| - Overwatch – entwickelt von Blizzard Entertainment - Destiny 2 – entwickelt von Bungie - Grand Theft Auto Online – entwickelt von Rockstar Games - PlayerUnknown’s Battlegrounds – entwickelt von PUBG Corporation - Tom Clancy’s Rainbow Six Siege – entwickelt von Ubisoft Montreal - Warframe – entwickelt von Digital Extremes                                                                                | - Cuphead – entwickelt von StudioMDHR - Hellblade: Senua’s Sacrifice – entwickelt von Ninja Theory - Night in the Woods – entwickelt von Infinite Fall - Pyre – entwickelt von Supergiant Games - What Remains of Edith Finch – entwickelt von Giant Sparrow |
| Bestes mobiles Spiel (Best Mobile Game) | Bestes Handheld-Spiel (Best Handheld Game) |
| - Monument Valley 2 – entwickelt von ustwo games - Fire Emblem Heroes – entwickelt von Intelligent Systems - Hidden Folks – entwickelt von Adriaan de Jongh und Sylvain Tegroeg - Old Man’s Journey – entwickelt von Broken Rules - Super Mario Run – entwickelt von Nintendo | - Metroid: Samus Returns – entwickelt von MercurySteam - Ever Oasis – entwickelt von Grezzo - Fire Emblem Echoes: Shadows of Valentia – entwickelt von Intelligent Systems - Monster Hunter Stories – entwickelt von Marvelous Entertainment - Poochy und Yoshi’s Woolly World – entwickelt von Good-Feel |
| Bestes VR/AR-Spiel (Best VR/AR Game) | Bestes Action-Spiel (Best Action Game) |
| - Resident Evil 7: Biohazard – entwickelt von Capcom - Farpoint – entwickelt von Impulse Gear - Lone Echo – entwickelt von Ready at Dawn - Star Trek: Bridge Crew – entwickelt von Red Storm Entertainment - SUPERHOT VR – entwickelt von SUPERHOT Team | - Wolfenstein II: The New Colossus – entwickelt von MachineGames - Cuphead – entwickelt von StudioMDHR - Destiny 2 – entwickelt von Bungie - Nioh – entwickelt von Team Ninja - Prey – entwickelt von Arkane Studios |
| Bestes Action-Adventure (Best Action/Adventure) | Bestes Rollenspiel (Best Role Playing Game) |
| - The Legend of Zelda: Breath of the Wild – entwickelt von Nintendo - Assassin’s Creed Origins – entwickelt von Ubisoft Montreal - Horizon Zero Dawn – entwickelt von Guerrilla Games - Super Mario Odyssey – entwickelt von Nintendo - Uncharted: The Lost Legacy – entwickelt von Naughty Dog | - Persona 5 – entwickelt von Atlus - Divinity: Original Sin II – entwickelt von Larian Studios - Final Fantasy XV – entwickelt von Square Enix - Nier: Automata – entwickelt von Platinum Games - South Park: Die rektakuläre Zerreißprobe – entwickelt von Ubisoft San Francisco |
| Bestes Kampfspiel (Best Fighting Game) | Bestes Familienspiel (Best Family Game) |
| - Injustice 2 – entwickelt von Netherrealm Studios - ARMS – entwickelt von Nintendo - Marvel vs. Capcom: Infinite – entwickelt von Capcom - Nidhogg 2 – entwickelt von Messhof Games - Tekken 7 – entwickelt von Bandai Namco | - Super Mario Odyssey – entwickelt von Nintendo - Mario Kart 8 Deluxe – entwickelt von Nintendo - Mario + Rabbids: Kingdom Battle – entwickelt von Ubisoft Paris + Milan - Sonic Mania – entwickelt von Christian Whitehead, PagodaWest Games, Headcannon - Splatoon 2 – entwickelt von Nintendo |
| Bestes Strategiespiel (Best Strategy Game) | Bestes Sport-/Rennspiel (Best Sports/Racing Game) |
| - Mario + Rabbids: Kingdom Battle – entwickelt von Ubisoft Paris + Milan - Halo Wars 2 – entwickelt von Creative Assembly und 343 Industries - Total War: Warhammer II – entwickelt von Creative Assembly - Tooth and Tail – entwickelt von Pocketwatch Games - XCOM 2: War of the Chosen – entwickelt von Firaxis Games                                                                                           | - Forza Motorsport 7 – entwickelt von Turn 10 Studios - FIFA 18 – entwickelt von EA Vancouver - Gran Turismo Sport – entwickelt von Polyphony Digital - NBA 2K18 – entwickelt von Visual Concepts - Pro Evolution Soccer 2018 – entwickelt von Konami - Project CARS 2 – entwickelt von Slightly Mad Studios |
| Bester Mehrspieler (Best Multiplayer) | Studentenspielpreis (Student Game Award) |
| - PlayerUnknown’s Battlegrounds – entwickelt von PUBG Corporation - Call of Duty: WWII – entwickelt von Sledgehammer Games - Destiny 2 – entwickelt von Bungie - Fortnite – entwickelt von Epic Games - Mario Kart 8 Deluxe – entwickelt von Nintendo - Splatoon 2 – entwickelt von Nintendo | - Level Squared – entwickelt von Kip Brennan, Stephen Scoglio, und Dane Perry Svendsen, (Swinburne University of Technology) - Falling Sky – entwickelt von Jonathan Nielssen, Nikolay Savoy, und Mohsen Shah, (National Film and Television School) - From Light – entwickelt von Alejandro Grossman, Steven Li, und Sherveen Uduwana, (University of Southern California) - Hollowed – entwickelt von Erin Marek, Jerrick Flores, und Charley Choucard, (University of Central Florida) - Impulsion – entwickelt von Hugo Verger, Remi Bertrand, und Maxime Lupinski, (Institut de l’Internet et du Multimédia) - Meaning – entwickelt von Hariz Yet, (DigiPen Institute of Technology Singapur) |
| Bestes Debüt-Indie-Spiel (Best Debut Indie Game) | |
| - Cuphead – entwickelt von StudioMDHR - Golf Story – entwickelt von Sidebar Games - Hollow Knight – entwickelt von Team Cherry - Mr. Shifty – entwickelt von Team Shifty - Slime Rancher – entwickelt von Monomi Park | |

#### Publikumspreise
| Meist erwartetes Spiel (Most Anticipated Game) | Aufsteigender Spieler (Trending Gamer) |
| --- | --- |
| - The Last of Us Part II – entwickelt von Naughty Dog - God of War – entwickelt von Santa Monica Studio - Spider-Man – entwickelt von Insomniac Games - Monster Hunter: World – entwickelt von Capcom - Red Dead Redemption 2 – entwickelt von Rockstar Games  | - Guy Beahm („Dr. Disrespect“) - Andrea Rene (What’s Good Games) - Clint Lexa („Halfcoordinated“) - Mike Grzesiek („Shroud“) - Steven Spohn (AbleGamers) |
| Bestes E-Sport-Spiel (Best eSports Game) | Bester E-Sport-Spieler (Best eSports Player) |
| - Overwatch – entwickelt von Blizzard Entertainment - Counter-Strike: Global Offensive – entwickelt von Valve Corporation - Dota 2 – entwickelt von Valve Corporation - League of Legends – entwickelt von Riot Games - Rocket League – entwickelt von Psyonix | - Lee „Faker“ Sang-hyeok (SK Telecom T1, League of Legends) - Marcelo „coldzera“ David (SK Gaming, Counter-Strike: Global Offensive) - Nikola „NiKo“ Kovač (FaZe Clan, Counter-Strike: Global Offensive) - Je-hong „ryujehong“ Ryu (Seoul Dynasty, Overwatch) - Kuro „KuroKy“ Salehi Takhasomi (Team Liquid, Dota 2) |
| Bestes E-Sport-Team (Best eSports Team) | Chinesischer Spielepublikumspreis (Chinese Fan Game Award) |
| - Cloud 9 - FaZe Clan - Lunatic-Hai - SK Telecom T1 - Team Liquid | - jx3 HD – entwickelt von Kingsoft Corporation - Honor of Kings – entwickelt von Timi Studio Group - ICEY – entwickelt von FantaBlade Network - Gumballs & Dungeons – entwickelt von QcPlay Limited - Monument Valley 2 – entwickelt von ustwo games                                                                 |

### Preisverleihung 2018
Die Game Awards 2018 wurden am 6. Dezember 2018 wieder im Microsoft Theater verliehen. Mit vier Auszeichnungen war Red Dead Redemption 2 das erfolgreichste Spiel der Verleihung, gefolgt von God of War (drei Auszeichnungen) sowie Celeste und Fortnite (jeweils zwei Preise).

#### Computerspiele
| Spiel des Jahres (Game of the Year) | Beste Regie eines Spiels (Best Game Direction) |
| --- | --- |
| - God of War – SIE Santa Monica Studio/Sony Interactive Entertainment - Assassin’s Creed Odyssey – Ubisoft Quebec/Ubisoft - Celeste – Matt Makes Games - Marvel’s Spider-Man – Insomniac Games/Sony Interactive Entertainment - Monster Hunter: World – Capcom - Red Dead Redemption 2 – Rockstar Games | - God of War – SIE Santa Monica Studio/Sony Interactive Entertainment - A Way Out – Hazelight Studios/Electronic Arts - Detroit: Become Human – Quantic Dream/Sony Interactive Entertainment - Marvel’s Spider-Man – Insomniac Games/Sony Interactive Entertainment - Red Dead Redemption 2 – Rockstar Games         |
| Bestes fortlaufendes Spiel (Best Ongoing Game) | Beste Erzählung (Best Narrative) |
| - Fortnite – Epic Games - Destiny 2: Forsaken – Bungie/Activision - No Man’s Sky – Hello Games - Overwatch – Blizzard Entertainment - Tom Clancy’s Rainbow Six Siege – Ubisoft Montreal/Ubisoft | - Red Dead Redemption 2 – Rockstar Games - Detroit: Become Human – Quantic Dream/Sony Interactive Entertainment - God of War – SIE Santa Monica Studio/Sony Interactive Entertainment - Life Is Strange 2 – Dontnod Entertainment/Square Enix - Marvel’s Spider-Man – Insomniac Games/Sony Interactive Entertainment |
| Beste künstlerische Gestaltung (Best Art Direction) | Beste/r Score/Musik (Best Score/Music) |
| - Return of the Obra Dinn – 3909 LLC - Assassin’s Creed Odyssey – Ubisoft Quebec - God of War – SIE Santa Monica Studio/Sony Interactive Entertainment - Red Dead Redemption 2 – Rockstar Games - Octopath Traveler – Square Enix/Acquire/Nintendo                                                      | - Red Dead Redemption 2 – Woody Jackson - Celeste – Lena Raine - God of War – Bear McCreary - Marvel’s Spider-Man – John Paesano - Ni No Kuni 2: Schicksal eines Königreichs – Joe Hisaishi - Octopath Traveler – Yasunori Nishiki                                                                                   |
| Beste Audiogestaltung (Best Audio Design) | Beste schauspielerische Leistung (Best Performance) |
| - Red Dead Redemption 2 – Rockstar Games - Call of Duty: Black Ops 4 – Treyarch - Forza Horizon 4 – Playground Games - God of War – SIE Santa Monica Studio/Sony Interactive Entertainment - Marvel’s Spider-Man – Insomniac Games/Sony Interactive Entertainment                                       | - Roger Clark als Arthur Morgan – in Red Dead Redemption 2 - Bryan Dechart als Connor – in Detroit: Become Human - Christopher Judge als Kratos – in God of War - Melissanthi Mahut als Kassandra – in Assassin’s Creed Odyssey - Yuri Lowenthal als Spider-Man – in Marvel’s Spider-Man                             |
| Spiel mit Auswirkungen (Games for Impact) | Bestes Indie-Spiel (Best Independent Game) |
| - Celeste – Matt Makes Games - 11-11 Memories Retold – Digixart/Aardman Animations/Bandai Namco Holdings - Florence – Mountains - Life Is Strange 2 – Dontnod Entertainment/Square Enix - The Missing: J.J. Macfield and the Island of Memories – White Owls/Arc System Works                           | - Celeste – Matt Makes Games - Dead Cells – Motion Twin - Into the Breach – Subset Games - Return of the Obra Dinn – 3909 LLC - The Messenger – Sabotage Studio |
| Bestes mobiles Spiel (Best Mobile Game) | Bestes VR/AR-Spiel (Best VR/AR Game) |
| - Florence – Mountains - Donut County – Ben Esposito/Annapurna Interactive - Fortnite – Epic Games - PUBG Mobile – Lightspeed & Quantum/Tencent Games - Reigns: Game of Thrones – Nerial/Devolver Digital                                                                                               | - Astro Bot Rescue Mission – SIE Japan Studio/Sony Interactive Entertainment - Beat Saber – Beat Games - Firewall: Zero Hour – First Contact Entertainment/Sony Interactive Entertainment - Moss – Polyarc Games - Tetris Effect – Resonair/Enhance, Inc.                                                            |
| Bestes Action-Spiel (Best Action Game) | Bestes Action-Adventure (Best Action/Adventure) |
| - Dead Cells – Motion Twin - Call of Duty: Black Ops 4 – Treyarch/Activision - Destiny 2: Forsaken – Bungie/Activision - Far Cry 5 – Ubisoft Montreal/Ubisoft - Mega Man 11 – Capcom | - God of War – SIE Santa Monica Studio/Sony Interactive Entertainment - Assassin’s Creed Odyssey – Ubisoft Quebec/Ubisoft - Marvel’s Spider-Man – Insomniac Games/Sony Interactive Entertainment - Red Dead Redemption 2 – Rockstar Games - Shadow of the Tomb Raider – Eidos Montréal/Square Enix                   |
| Bestes Rollenspiel (Best Role Playing Game) | Bestes Kampfspiel (Best Fighting Game) |
| - Monster Hunter: World – Capcom - Dragon Quest XI – Square Enix - Ni No Kuni 2: Schicksal eines Königreichs – Level-5/Bandai Namco Holdings - Octopath Traveler – Square Enix/Acquire/Nintendo - Pillars of Eternity II: Deadfire – Obsidian Entertainment                                             | - Dragon Ball FighterZ – Arc System Works/Bandai Namco Holdings - BlazBlue: Cross Tag Battle – Arc System Works - Soulcalibur VI – Bandai Namco Holdings - Street Fighter V: Arcade Edition – Capcom |
| Bestes Familienspiel (Best Family Game) | Bestes Strategiespiel (Best Strategy Game) |
| - Overcooked 2 – Ghost Town Games/Team17 - Mario Tennis Aces – Camelot Software Planning/Nintendo - Nintendo Labo – Nintendo - Starlink: Battle for Atlas – Ubisoft Toronto/Ubisoft - Super Mario Party – NDcube/Nintendo                                                                               | - Into the Breach – Subset Games - The Banner Saga 3 – Stoic Studio/Versus Evil - BattleTech – Harebrained Schemes/Paradox Interactive - Frostpunk – 11 Bit Studios - Valkyria Chronicles 4 – Sega |
| Bestes Sport-/Rennspiel (Best Sports/Racing Game) | Bester Mehrspieler (Best Multiplayer) |
| - Forza Horizon 4 – Playground Games/Microsoft Studios - FIFA 19 – EA Vancouver/EA Sports - Mario Tennis Aces – Camelot Software Planning/Nintendo - NBA 2K19 – Visual Concepts/2K Sports - Pro Evolution Soccer 2019 – PES Productions/Konami                                                          | - Fortnite – Epic Games - Call of Duty: Black Ops 4 – Treyarch/Activision - Destiny 2: Forsaken – Bungie/Activision - Monster Hunter: World – Capcom - Sea of Thieves – Rare/Microsoft Studios |
| Studentenspielpreis (Student Game Award) | Bestes Debüt-Indie-Spiel (Best Debut Indie Game) |
| - Combat 2018 – Inland Norway University of Applied Sciences - Dash Quasar – University of California, Santa Cruz - JERA – DigiPen Bilbao, Spanien - LIFF – ISTART Digital, Frankreich - RE: Charge – Massachusetts Institute of Technology                                                             | - The Messenger – Sabotage Studio - Donut County – Ben Esposito/Annapurna Interactive - Florence – Mountains - Moss – Polyarc Games - Yoku’s Island Express – Villa Gorilla |

#### eSports/Diverses
| Bestes eSports-Spiel (Best Esports Game) | Bester eSports-Spieler (Best Esports Player) |
| --- | --- |
| - Overwatch – Blizzard Entertainment - Counter-Strike: Global Offensive – Valve Corporation - Dota 2 – Valve Corporation - Fortnite – Epic Games - League of Legends – Riot Games | - Dominique „SonicFox“ McLean (Echo Fox) - Hajime „Tokido“ Taniguchi (Echo Fox) - Jian „Uzi“ Zi-Hao (Royal Never Give Up) - Oleksandr „s1mple“ Kostyljew (Natus Vincere) - Sung-hygeon „JJoNak“ Bang (New York Excelsior) |
| Bestes eSports-Team (Best Esports Team) | Bester eSports-Coach (Best Esports Coach) |
| - Cloud 9 (League of Legends) - Astralis (Counter-Strike: Global Offensive) - Fnatic (League of Legends) - London Spitfire (Overwatch) - OG (Dota 2) | - Bok „Reapered“ Han-gyu (Cloud 9) - Christian „ppasarel“ Banaseanu (OG) - Danny „zonic“ Sorensen (Astralis) - Dylan Falco (Fnatic) - Jakob „YamatoCannon“ Mebdi (Team Vitality) - Janko „YNk“ Paunovic (mibr)            |
| Bestes eSports-Event (Best Esports Event) | Bester eSports-Host (Best Esports Host) |
| - League of Legends World Championship 2018 - Eleague Major: Boston 2018 - Evo 2018 - Overwatch League Grand Finals - The International 2018 | - Eefje „Sjokz“ Depoortere - Alex „Goldenboy“ Mendez - Alex „Machine“ Richardson - Anders Blume - Paul „Redeye“ Chaloner                                                                                                  |
| Bester eSports-Moment (Best Esports Moment) | Content Creator des Jahres (Content Creator of the Year) |
| - Cloud 9 besiegt im Finale den FaZe Clan nach zwei Nachspielzeiten (Eleague Major: Boston 2018) - G2 Esports besiegt RNG (League of Legends World Championship) - KT Rolster gegen Invictus Gaming (League of Legends World Championship) - OG besiegen die LGD Gaming (The International 2018) - SonicFox side switch gegen Go1 (Dragon Ball FighterZ; Evo 2018) | - Ninja - Dr. Lupo - Myth - Pokimane - Willyrex |

#### Ehrenpreis
| Industry Icon Award                           |
| --------------------------------------------- |
| - Greg Thomas (Visual Concepts Entertainment) |

### Preisverleihung 2019
Die Game Awards 2019 wurden in der Nacht vom 12. zum 13. Dezember 2019 verliehen.
Die Veranstaltung wurde von 45,2 Millionen Zuschauern gesehen.

#### Computerspiele
| Spiel des Jahres (Game of the Year) | Beste Regie eines Spiels (Best Game Direction) |
| --- | --- |
| - Sekiro: Shadows Die Twice – From Software/Activision - Control – Remedy Entertainment/505 Games - Death Stranding – Kojima Productions/Sony Interactive Entertainment - Resident Evil 2 – Capcom - Super Smash Bros. Ultimate – Bandai Namco/Sora Ltd./Nintendo - The Outer Worlds – Obsidian Entertainment/Private Division  | - Death Stranding – Kojima Productions/Sony Interactive Entertainment - Control – Remedy Entertainment/505 Games - Resident Evil 2 – Capcom - Sekiro: Shadows Die Twice – From Software/Activision - Outer Wilds – Mobius Digital/Annapurna Interactive                                                  |
| Bestes fortlaufendes Spiel (Best Ongoing Game) | Beste Erzählung (Best Narrative) |
| - Fortnite – Epic Games - Apex Legends – Respawn Entertainment/Electronic Arts - Destiny 2 – Bungie - Final Fantasy XIV – Square Enix - Tom Clancy’s Rainbow Six Siege – Ubisoft | - Disco Elysium – ZA/UM - A Plague Tale: Innocence – Asobo Studio/Focus Home Interactive - Control – Remedy Entertainment/505 Games - Death Stranding – Kojima Productions/Sony Interactive Entertainment - The Outer Worlds – Obsidian Entertainment/Private Division                                   |
| Beste künstlerische Gestaltung (Best Art Direction) | Beste/r Score/Musik (Best Score/Music) |
| - Control – Remedy Entertainment/505 Games - Death Stranding – Kojima Productions/Sony Interactive Entertainment - Gris – Nomada Studio/Devolver Digital - Sayonara Wild Hearts – Simogo/Annapurna Interactive - Sekiro: Shadows Die Twice – From Software/Activision - The Legend of Zelda: Link’s Awakening – Grezzo/Nintendo | - Death Stranding – Kojima Productions/Sony Interactive Entertainment - Cadence of Hyrule – Brace Yourself Games/Nintendo - Devil May Cry 5 – Capcom - Kingdom Hearts III – Square Enix - Sayonara Wild Hearts – Simogo/Annapurna Interactive                                                            |
| Beste Audiogestaltung (Best Audio Design) | Beste schauspielerische Leistung (Best Performance) |
| - Call of Duty: Modern Warfare – Infinity Ward/Activision - Control – Remedy Entertainment/505 Games - Death Stranding – Kojima Productions/Sony Interactive Entertainment - Gears 5 – The Coalition/Xbox Game Studios - Resident Evil 2 – Capcom - Sekiro: Shadows Die Twice – From Software/Activision                        | - Mads Mikkelsen as Cliff – Death Stranding - Ashly Burch as Parvati Holcomb – The Outer Worlds - Courtney Hope as Jesse Faden – Control - Laura Bailey as Kait Diaz – Gears 5 - Matthew Porretta as Dr. Casper Darling – Control - Norman Reedus as Sam Porter Bridges – Death Stranding                |
| Spiel mit Auswirkungen (Games for Impact) | Bestes Indie-Spiel (Best Independent Game) |
| - Gris – Nomada Studio/Devolver Digital - Concrete Genie – Pixelopus/Sony Interactive Entertainment - Kind Words – Popcannibal - Life Is Strange 2 – Dontnod/Square Enix - Sea of Solitude – Jo-Mei Games/Electronic Arts | - Disco Elysium – ZA/UM - Baba Is You – Hempuli - Katana Zero – Askiisoft/Devolver Digital - Outer Wilds – Mobius Digital/Annapurna Interactive - Untitled Goose Game – House House/Panic |
| Bestes mobiles Spiel (Best Mobile Game) | Bestes VR/AR-Spiel (Best VR/AR Game) |
| - Call of Duty: Mobile – TiMi Studios/Activision - Grindstone – Capybara Games - Sayonara Wild Hearts – Simogo/Annapurna Interactive - Sky: Children of Light – Thatgamecompany - What the Golf? – Triband | - Beat Saber – Beat Games - Asgard's Wrath – Sanzaru Games/Oculus Studios - Blood & Truth – SIE London Studio/Sony Interactive Entertainment - No Man’s Sky – Hello Games - Trover Saves the Universe – Squanch Games                                                                                    |
| Bestes Action-Spiel (Best Action Game) | Bestes Action-Adventure (Best Action/Adventure) |
| - Devil May Cry 5 – Capcom - Apex Legends – Respawn Entertainment/Electronic Arts - Astral Chain – Platinum Games/Nintendo - Call of Duty: Modern Warfare – Infinity Ward/Activision - Gears 5 – The Coalition/Xbox Game Studios - Metro Exodus – 4A Games/Deep Silver                                                          | - Sekiro: Shadows Die Twice – From Software/Activision - Borderlands 3 – Gearbox/2K Games - Control – Remedy Entertainment/505 Games - Death Stranding – Kojima Productions/Sony Interactive Entertainment - Resident Evil 2 – Capcom - The Legend of Zelda: Link’s Awakening – Grezzo/Nintendo          |
| Bestes Rollenspiel (Best Role Playing Game) | Bestes Kampfspiel (Best Fighting Game) |
| - Disco Elysium – ZA/UM - Final Fantasy XIV – Square Enix - Kingdom Hearts III – Square Enix - Monster Hunter World: Iceborne – Capcom - The Outer Worlds – Obsidian Entertainment/Private Division | - Super Smash Bros. Ultimate – Bandai Namco/Sora Ltd./Nintendo - Dead or Alive 6 – Team Ninja/Koei Tecmo - Jump Force – Spike Chunsoft/Bandai Namco - Mortal Kombat 11 – NetherRealm/Warner Bros. Interactive Entertainment - Samurai Shodown – SNK Corporation/Athlon Games                             |
| Bestes Familienspiel (Best Family Game) | Bestes Strategiespiel (Best Strategy Game) |
| - Luigi’s Mansion 3 – Next Level Games/Nintendo - Ring Fit Adventure – Nintendo - Super Mario Maker 2 – Nintendo - Super Smash Bros. Ultimate – Bandai Namco/Sora Ltd./Nintendo - Yoshi’s Crafted World – Good-Feel/Nintendo | - Fire Emblem: Three Houses – Intelligent Systems/Koei Tecmo/Nintendo - Age of Wonders: Planetfall – Triumph Studios/Paradox Interactive - Anno 1800 – Blue Byte/Ubisoft - Total War: Three Kingdoms – Creative Assembly/Sega - Tropico 6 – Limbic Entertainment/Kalypso Media - Wargroove – Chucklefish |
| Bestes Sport-/Rennspiel (Best Sports/Racing Game) | Bester Mehrspieler (Best Multiplayer) |
| - Crash Team Racing Nitro-Fueled – Beenox/Activision - Dirt Rally 2.0 – Codemasters - eFootball Pro Evolution Soccer 2020 – PES Productions/Konami - F1 2019 – Codemasters - FIFA 20 – EA Sports | - Apex Legends – Respawn Entertainment/Electronic Arts - Borderlands 3 – Gearbox/2K Games - Call of Duty: Modern Warfare – Infinity Ward/Activision - Tetris 99 – Arika/Nintendo - Tom Clancy’s The Division 2 – Massive Entertainment/Ubisoft                                                           |
| Bestes Debüt-Indie-Spiel (Best Debut Indie Game) | Bester Community-Support (Best Community Support) |
| - ZA/UM for Disco Elysium - Nomada Studio for Gris - DeadToast Entertainment for My Friend Pedro - Mobius Digital for Outer Wilds - MegaCrit for Slay the Spire - House House for Untitled Goose Game | - Destiny 2 – Bungie - Apex Legends – Respawn Entertainment/Electronic Arts - Final Fantasy XIV – Square Enix - Fortnite – Epic Games - Tom Clancy’s Rainbow Six Siege – Ubisoft |
| Content Creator des Jahres (Content Creator of the Year) | Wahl der Spieler (Player's Voice) |
| - Michael „Shroud“ Grzesiek - Jack „Courage“ Dunlop - Benjamin „Dr. Lupo“ Lupo - Soleil „Ewok“ Wheeler - David „Grefg“ Martínez | - Fire Emblem: Three Houses – Intelligent Systems/Koei Tecmo/Nintendo - Death Stranding – Kojima Productions/Sony Interactive Entertainment - Star Wars Jedi: Fallen Order – Respawn Entertainment/Electronic Arts - Super Smash Bros. Ultimate – Bandai Namco/Sora Ltd./Nintendo                        |

#### eSports/Diverses
| Bestes eSports-Spiel (Best Esports Game) | Bester eSports-Spieler (Best Esports Player) |
| --- | --- |
| - League of Legends – Riot Games - Counter-Strike: Global Offensive – Valve - Dota 2 – Valve - Fortnite – Epic Games - Overwatch – Blizzard Entertainment                              | - Kyle „Bugha“ Giersdorf (Sentinels, Fortnite) - Lee „Faker“ Sang-hyeok (SK Telecom T1, League of Legends) - Luka „Perkz“ Perkovic (G2 Esports, League of Legends) - Oleksandr „S1mple“ Kostyljew (Natus Vincere, Counter-Strike: Global Offensive) - Jay „Sinatraa“ Won (San Francisco Shock, Overwatch League)                                              |
| Bestes eSports-Team (Best Esports Team) | Bester eSports-Coach (Best Esports Coach) |
| - G2 Esports (League of Legends) - Astralis (Counter-Strike: Global Offensive) - OG (Dota 2) - San Francisco Shock (Overwatch League) - Team Liquid (Counter-Strike: Global Offensive) | - Danny „Zonic“ Sørensen (Astralis, Counter-Strike: Global Offensive) - Eric „adreN“ Hoag (Team Liquid, Counter-Strike: Global Offensive) - Nu-ri „Cain“ Jang (Team Liquid, League of Legends) - Fabian „GrabbZ“ Lohmann (G2 Esports, League of Legends) - Kim „Kkoma“ Jeong-gyun (SK Telecom T1, League of Legends) - Titouan „Sockshka“ Merloz (OG, Dota 2) |
| Bestes eSports-Event (Best Esports Event) | Bester eSports-Host (Best Esports Host) |
| - League of Legends World Championship 2019 - Overwatch League 2019 Grand Finals - EVO 2019 - Fortnite World Cup - IEM Katowice 2019 - The International 2019                          | - Eefje „Sjokz“ Depoortere - Alex „Goldenboy“ Mendez - Alex „Machine“ Richardson - Duan „Candice“ Yu-Shuang - Paul „Redeye“ Chaloner |

#### Ehrenpreis
| Global Gaming Citizens |
| --- |
| - Fereshteh Forough, Code to Inspire - Damon Packwood, Gameheads - Luke, Let's Be Well - Vanessa Gill, Social Cipher - Stephen Machuga und Mat Bergendahl, Stack Up |

### Preisverleihung 2020
Die Game Awards 2020 wurden aufgrund der COVID-19-Pandemie am 10. Dezember 2020 (Ortszeit) live und ohne Publikum vergeben.

#### Computerspiele
| Spiel des Jahres (Game of the Year) | Beste Regie eines Spiels (Best Game Direction) |
| --- | --- |
| - The Last of Us Part II – Naughty Dog/Sony Interactive Entertainment - Animal Crossing: New Horizons – Nintendo - Doom Eternal – id Software/Bethesda Softworks - Final Fantasy VII Remake – Square Enix - Ghost of Tsushima – Sucker Punch Productions/Sony Interactive Entertainment - Hades – Supergiant Games                                | - The Last of Us Part II – Naughty Dog/Sony Interactive Entertainment - Final Fantasy VII Remake – Square Enix - Ghost of Tsushima – Sucker Punch Productions/Sony Interactive Entertainment - Hades – Supergiant Games - Half-Life: Alyx – Valve |
| Beste Erzählung (Best Narrative) | Beste künstlerische Gestaltung (Best Art Direction) |
| - The Last of Us Part II – Neil Druckmann und Halley Gross - 13 Sentinels: Aegis Rim – George Kamitani - Final Fantasy VII Remake – Kazushige Nojima, Motomu Toriyama, Hiroaki Iwaki und Sachie Hirano - Ghost of Tsushima – Ian Ryan, Liz Albl, Patrick Downs und Jordan Lemos - Hades – Greg Kasavin                                            | - Ghost of Tsushima – Sucker Punch Productions/Sony Interactive Entertainment - The Last of Us Part II – Naughty Dog/Sony Interactive Entertainment - Final Fantasy VII Remake – Square Enix - Hades – Supergiant Games - Ori and the Will of the Wisps – Moon Studios/Xbox Game Studios |
| Bester Score und Musik (Best Score und Music) | Beste Audiogestaltung (Best Audio Design) |
| - Final Fantasy VII Remake – Nobuo Uematsu, Masashi Hamauzu und Mitsuto Suzuki - Doom Eternal – Mick Gordon - Hades – Darren Korb - Ori and the Will of the Wisps – Gareth Coker - The Last of Us Part II – Gustavo Santaolalla und Mac Quayle | - The Last of Us Part II – Naughty Dog/Sony Interactive Entertainment - Doom Eternal – id Software/Bethesda Softworks - Half-Life: Alyx – Valve - Ghost of Tsushima – Sucker Punch Productions/Sony Interactive Entertainment - Resident Evil 3 – Capcom |
| Beste schauspielerische Leistung (Best Performance) | Spiel mit Auswirkungen (Games for Impact) |
| - Laura Bailey als Abby – The Last of Us Part II - Ashley Johnson als Ellie – The Last of Us Part II - Daisuke Tsuji als Jin Sakai – Ghost of Tsushima - Logan Cunningham als Hades – Hades - Nadji Jeter als Miles Morales – Marvel’s Spider-Man: Miles Morales                                                                                  | - Tell Me Why – Dontnod Entertainment/Xbox Game Studios - If Found… – Dreamfeel/Annapurna Interactive - Kentucky Route Zero – Cardboard Computer/Annapurna Interactive - Spiritfarer – Thunder Lotus Games - Through the Darkest of Times – Paintbucket Games/HandyGames |
| Bestes fortlaufendes Spiel (Best Ongoing) | Bestes Indie-Spiel (Best Indie) |
| - No Man’s Sky – Hello Games - Apex Legends – Respawn Entertainment/Electronic Arts - Destiny 2 – Bungie - Call of Duty: Warzone – Infinity Ward/Raven Software/Activision - Fortnite – Epic Games | - Hades – Supergiant Games - Carrion – Phobia Game Studio/Devolver Digital - Fall Guys: Ultimate Knockout – Mediatonic/Devolver Digital - Spelunky 2 – Mossmouth - Spiritfarer – Thunder Lotus Games |
| Bestes mobiles Spiel (Best Mobile Game) | Bester Community-Support (Best Community Support) |
| - Among Us – InnerSloth - Call of Duty: Mobile – TiMi Studios/Activision - Genshin Impact – miHoYo - Legends of Runeterra – Riot Games - Pokémon Café Mix – Genius Sonority/The Pokémon Company | - Fall Guys: Ultimate Knockout – Mediatonic/Devolver Digital - Apex Legends – Respawn Entertainment/Electronic Arts - Destiny 2 – Bungie - Fortnite – Epic Games - No Man’s Sky – Hello Games - Valorant – Riot Games |
| Bestes VR/AR-Spiel (Best VR/AR) | Innovation in der Barrierefreiheit (Innovation in Accessibility) |
| - Half-Life: Alyx – Valve - Dreams – Media Molecule/Sony Interactive Entertainment - Iron Man VR – Camouflaj/Sony Interactive Entertainment - Star Wars: Squadrons – Motive Studios/Electronic Arts - The Walking Dead: Saints & Sinners – Skydance Interactive                                                                                   | - The Last of Us Part II – Naughty Dog/Sony Interactive Entertainment - Assassin’s Creed Valhalla – Ubisoft Montreal/Ubisoft - Grounded – Obsidian Entertainment/Xbox Game Studios - Hyperdot – Tribe Games/Glitch - Watch Dogs: Legion – Ubisoft Toronto/Ubisoft |
| Bestes Action-Spiel (Best Action) | Bestes Action-Adventure (Best Action/Adventure) |
| - Hades – Supergiant Games - Doom Eternal – id Software/Bethesda Softworks - Half-Life: Alyx – Valve - Nioh 2 – Team Ninja - Streets of Rage 4 – Dotemu | - The Last of Us Part II – Naughty Dog/Sony Interactive Entertainment - Assassin’s Creed Valhalla – Ubisoft Montreal/Ubisoft - Ghost of Tsushima – Sucker Punch Productions/Sony Interactive Entertainment - Marvel’s Spider-Man: Miles Morales – Insomniac Games/Sony Interactive Entertainment - Ori and the Will of the Wisps – Moon Studios/Xbox Game Studios - Star Wars Jedi: Fallen Order – Respawn Entertainment/Electronic Arts |
| Bestes Rollenspiel (Best Role Playing) | Bestes Kampfspiel (Best Fighting) |
| - Final Fantasy VII Remake – Square Enix - Genshin Impact – miHoYo - Persona 5 Royal – Atlus/Sega - Wasteland 3 - inXile Entertainment/Deep Silver - Yakuza: Like a Dragon – Ryu Ga Gotoku Studio/Sega | - Mortal Kombat 11: Ultimate Edition – Netherrealm Studios/WB Games - Granblue Fantasy Versus – Arc System Works/Cygames/Xseed Games - Street Fighter V Champion Edition – Dimps/Capcom - One-Punch Man: A Hero Nobody Knows – Spike Chunsoft/Bandai Namco - Under Night In-Birth Exe:Late[cl-r] – French Bread/Arc System Works/Aksys                                                                                                   |
| Bestes Familienspiel (Best Family) | Bestes Simulations-/Strategiespiel (Best Sim/Strategy) |
| - Animal Crossing: New Horizons – Nintendo - Crash Bandicoot 4: It’s About Time – Toys for Bob/Activision - Fall Guys: Ultimate Knockout – Mediatonic/Devolver Digital - Mario Kart Live: Home Circuit – Velan Studios/Nintendo - Minecraft Dungeons – Mojang Studios/Xbox Game Studios - Paper Mario: The Origami King – Nintendo                | - Microsoft Flight Simulator – Asobo Studio/Xbox Game Studios - Crusader Kings III – Paradox Interactive - Desperados III – Mimimi Games/THQ Nordic - Gears Tactics – Splash Damage/The Coalition/Xbox Game Studios - XCOM: Chimera Squad – Firaxis Games/2K Games |
| Bestes Sport-/Rennspiel (Best Sports/Racing) | Bester Mehrspieler (Best Multiplayer) |
| - Tony Hawk’s Pro Skater 1 + 2 – Vicarious Visions/Activision - Dirt 5 – Codemasters - F1 2020 – Codemasters - NBA 2K21 – Visual Concepts/2K Games - FIFA 21 – EA Vancouver/EA Sports | - Among Us – InnerSloth - Animal Crossing: New Horizons – Nintendo - Call of Duty: Warzone – Infinity Ward/Raven Software/Activision - Fall Guys: Ultimate Knockout – Mediatonic/Devolver Digital - Valorant – Riot Games |
| Bestes Debüt-Spiel (Best Debut Game) | Content Creator des Jahres (Content Creator of the Year) |
| - Phasmophobia – Kinetic Games - Carrion – Phobia Game Studio/Devolver Digital - Mortal Shell – Cold Symmetry/Playstack - Raji: An Ancient Epic – Nodding Heads Games/Super.com - Röki – Polygon Treehouse/United Label | - Rachell „Valkyrae“ Hofstetter - Alanah Pearce - Jay-Ann Lopez - Nick „NICKMERCS“ Kolcheff - Timothy „TimTheTatman“ Betar |
| Meist erwartetes Spiel (Most Anticipated Game) | |
| - Elden Ring – From Software/Bandai Namco Entertainment - God-of-War-Nachfolger – SIE Santa Monica Studio/Sony Interactive Entertainment - Halo Infinite – 343 Industries/Xbox Game Studios - Horizon Forbidden West – Guerrilla Games/Sony Interactive Entertainment - Resident Evil Village – Capcom - Breath-of-the-Wild-Nachfolger – Nintendo | |

#### E-Sport
| Bestes E-Sport-Spiel (Best Esports Game) | Bester E-Sport-Athlet (Best Esports Athlete) |
| --- | --- |
| - League of Legends – Riot Games - Call of Duty: Modern Warfare – Infinity Ward/Raven Software/Activision - Counter-Strike: Global Offensive – Valve - Fortnite – Epic Games - Valorant – Riot Games | - Heo „Showmaker“ Su (Damwon Gaming, League of Legends) - Ian „Crimsix“ Porter (Dallas Empire, Call of Duty) - Kim „Canyon“ Geon-bu (Damwon Gaming, League of Legends) - Anthony „Shotzzy“ Cuevas-Castro (Dallas Empire, Call of Duty) - Mathieu „ZywOo“ Herbaut (Team Vitality, Counter-Strike: Global Offensive) |
| Bestes E-Sport-Team (Best Esports Team) | Bester E-Sport-Coach (Best Esports Coach}) |
| - G2 Esports (League of Legends) - Damwon Gaming (League of Legends) - Dallas Empire (Call of Duty League) - San Francisco Shock (Overwatch League) - Team Secret (Dota 2) | - Danny „zonic“ Sorensen (Astralis, Counter-Strike: Global Offensive) - Dae-hee „Crusty“ Park (San Francisco Shock, Overwatch League) - Fabian „Grabbz“ Lohmann (G2 Esports, League of Legends) - Lee „Zefa“ Jae-min (T1, League of Legends) - Raymond „rambo“ Lussier (Dallas Empire, Call of Duty)               |
| Bestes E-Sport-Event (Best Esports Event) | Bester E-Sport-Host (Best Esports Host) |
| - 2020 League of Legends World Championship (League of Legends) - BLAST Premier: Spring 2020 European Finals (Counter-Strike: Global Offensive) - Call of Duty League Championship 2020 (Call of Duty: Modern Warfare) - Intel Extreme Masters Katowice 2020 (Counter-Strike: Global Offensive) - Overwatch League Grand Finals 2020 (Overwatch) | - Eefje „Sjokz“ Depoortere - Alex „Goldenboy“ Mendez - Alex „Machine“ Richardson - James „Dash“ Patterson - Jorien „Sheever“ van der Heijden |

#### Spiele mit mehreren Nominierungen
| Nominierungen | Gewonnen | Spiel                              |
| ------------- | -------- | ---------------------------------- |
| 9             | 7        | The Last of Us Part II             |
| 8             | 2        | Hades                              |
| 7             | 1        | Ghost of Tsushima                  |
| 6             | 2        | Final Fantasy VII Remake           |
| 4             | 0        | Doom Eternal                       |
| 4             | 1        | Fall Guys: Ultimate Knockout       |
| 4             | 1        | Half-Life: Alyx                    |
| 3             | 1        | Animal Crossing: New Horizons      |
| 3             | 0        | Fortnite                           |
| 3             | 0        | Ori and the Will of the Wisps      |
| 3             | 0        | Valorant                           |
| 2             | 2        | Among Us                           |
| 2             | 0        | Apex Legends                       |
| 2             | 0        | Assassin’s Creed Valhalla          |
| 2             | 0        | Call of Duty: Warzone              |
| 2             | 0        | Destiny 2                          |
| 2             | 0        | Genshin Impact                     |
| 2             | 1        | No Man’s Sky                       |
| 2             | 0        | Marvel’s Spider-Man: Miles Morales |
| 2             | 0        | Spiritfarer                        |

### Preisverleihung 2021
Die Nominierten für die Preisverleihung am 9. Dezember wurden am 16. November 2021 bekannt gegeben. Die Verleihung fand dieses Jahr wieder vor Ort und vor Publikum statt.

#### Computerspiele
| Spiel des Jahres (Game of the Year) | Beste Regie eines Spiel (Best Game Direction) |
| --- | --- |
| - It Takes Two – Hazelight Studios/Electronic Arts - Deathloop – Arkane Studios/Bethesda Softworks - Metroid Dread – MercurySteam/Nintendo - Psychonauts 2 – Double Fine/Xbox Game Studios - Ratchet & Clank: Rift Apart – Insomniac Games/Sony Interactive Entertainment - Resident Evil Village – Capcom | - Deathloop – Arkane Studios/Bethesda Softworks - It Takes Two – Hazelight Studios/Electronic Arts - Ratchet & Clank: Rift Apart – Insomniac Games/Sony Interactive Entertainment - Returnal – Housemarque/Sony Interactive Entertainment - Psychonauts 2 – Double Fine/Xbox Game Studios                       |
| Beste Erzählung (Best Narrative) | Beste künstlerische Gestaltung (Best Art Direction) |
| - Marvel’s Guardians of the Galaxy – Eidos Montreal/Square Enix - Deathloop – Arkane Studios/Bethesda Softworks - It Takes Two – Hazelight Studios/Electronic Arts - Life Is Strange: True Colors – Deck Nine/Square Enix - Psychonauts 2 – Double Fine/Xbox Game Studios                                  | - Deathloop – Arkane Studios/Bethesda Softworks - Kena: Bridge of Spirits – Ember Lab - Psychonauts 2 – Double Fine/Xbox Game Studios - Ratchet & Clank: Rift Apart – Insomniac Games/Sony Interactive Entertainment - The Artful Escape – Beethoven & Dinosaur/Annapurna Interactive                           |
| Bester Soundtrack und beste Musik (Best Score und Music) | Beste Audiogestaltung (Best Audio Design) |
| - Nier Replicant ver 1.22474487139 – Keiichi Okabe - Cyberpunk 2077 – Marcin Przybylowicz und Piotr T. Adamczyk - Deathloop – Tom Salta - Marvel’s Guardians of the Galaxy – Richard Jacques - The Artful Escape – Johnny Galvatron und Josh Abrahams                                                      | - Forza Horizon 5 – Playground Games/Xbox Game Studios - Deathloop – Arkane Studios/Bethesda Softworks - Ratchet & Clank: Rift Apart – Insomniac Games/Sony Interactive Entertainment - Resident Evil Village – Capcom - Returnal – Housemarque/Sony Interactive Entertainment                                  |
| Beste schauspielerische Leistung (Best Performance) | Spiel mit Auswirkungen (Games for Impact) |
| - Maggie Robertson als Lady Dimitrescu – Resident Evil Village - Erika Mori als Alex Chen – Life Is Strange: True Colors - Giancarlo Esposito als Antón Castillo – Far Cry 6 - Jason E. Kelley als Colt Vahn – Deathloop - Ozioama Akagha als Juliana Blake – Deathloop                                    | - Life Is Strange: True Colors – Deck Nine/Square Enix - Before Your Eyes – GoodbyeWorld Games/Skybound Games - Boyfriend Dungeon – Kitfox Games - Chicory: A Colorful Tale – Greg Lobanov/Finji - No Longer Home – Humble Grove/Fellow Traveller                                                               |
| Bestes fortlaufendes Spiel (Best Ongoing Game) | Bestes Independentspiel (Best Indie Game) |
| - Final Fantasy XIV Online – Square Enix - Apex Legends – Respawn Entertainment/Electronic Arts - Call of Duty: Warzone – Raven Software/Activision - Fortnite – Epic Games - Genshin Impact – miHoYo | - Kena: Bridge of Spirits – Ember Lab - Twelve Minutes – Luís António/Annapurna Interactive - Death’s Door – Acid Nerve/Devolver Digital - Inscryption – Daniel Mullins Games/Devolver Digital - Loop Hero – Four Quarters/Devolver Digital                                                                     |
| Bestes mobiles Spiel (Best Mobile Game) | Bester Community-Support (Best Community Support) |
| - Genshin Impact – miHoYo - Fantasian – Mistwalker - League of Legends: Wild Rift – Riot Games - Marvel Future Revolution – Netmarble/Marvel Games - Pokémon Unite – TiMi Studio/The Pokémon Company | - Final Fantasy XIV Online – Square Enix - Apex Legends – Respawn Entertainment/Electronic Arts - Destiny 2: Beyond Light – Bungie - Fortnite – Epic Games - No Man’s Sky – Hello Games |
| Bestes Virtual Reality-Spiel (Best VR/AR Game) | Innovation in der Barrierefreiheit (Innovation in Accessibility) |
| - Resident Evil 4 – Capcom - Hitman 3 – IO Interactive - I Expect You to Die 2 – Schell Games - Lone Echo II – Ready at Dawn/Oculus Studios - Sniper Elite VR – Rebellion Developments | - Forza Horizon 5 – Playground Games/Xbox Game Studios - Far Cry 6 – Ubisoft Toronto/Ubisoft - Marvel’s Guardians of the Galaxy – Eidos Montreal/Square Enix - Ratchet & Clank: Rift Apart – Insomniac Games/Sony Interactive Entertainment - The Vale: Shadow of the Crown – Falling Squirrel                  |
| Bestes Action-Spiel (Best Action Game) | Bestes Action-Adventure (Best Action/Adventure Game) |
| - Returnal – Housemarque/Sony Interactive Entertainment - Back 4 Blood – Turtle Rock Studios/WB Games - Chivalry II – Torn Banner Studios/Tripwire Interactive - Deathloop – Arkane Studios/Bethesda Softworks - Far Cry 6 – Ubisoft Toronto/Ubisoft                                                       | - Metroid Dread – MercurySteam/Nintendo - Marvel’s Guardians of the Galaxy – Eidos Montreal/Square Enix - Ratchet & Clank: Rift Apart – Insomniac Games/Sony Interactive Entertainment - Resident Evil Village – Capcom - Psychonauts 2 – Double Fine/Xbox Game Studios                                         |
| Bestes Rollenspiel (Best Role Playing Game) | Bestes Kampfspiel (Best Fighting Game) |
| - Tales of Arise – Bandai Namco - Cyberpunk 2077 – CD Projekt RED - Monster Hunter Rise – Capcom - Scarlet Nexus – Bandai Namco - Shin Megami Tensei V – Atlus/Sega | - Guilty Gear Strive – Arc System Works - Demon Slayer: Kimetsu no Yaiba – The Hinokami Chronicles – CyberConnect2/Sega - Melty Blood: Type Lumina – French Bread/Delightworks - Nickelodeon All-Star Brawl – Ludosity/Fair Play Labs - Virtua Fighter 5: Ultimate Showdown – Sega                              |
| Bestes familienfreundliches Spiel (Best Family Game) | Bestes Sport-/Rennspiel (Best Sports/Racing Game) |
| - It Takes Two – Hazelight Studios/Electronic Arts - Mario Party Superstars – NDcube/Nintendo - New Pokémon Snap – Bandai Namco Studios/The Pokémon Company - Super Mario 3D World + Bowser’s Fury – Nintendo - WarioWare: Get It Together! – Nintendo                                                     | - Forza Horizon 5 – Playground Games/Xbox Game Studios - F1 2021 – Codemasters/Electronic Arts - FIFA 21 – EA Sports - Hot Wheels Unleashed – Milestone - Riders Republic – Ubisoft |
| Bestes Simulations/Strategiespiel (Best Sim/Strategy Game) | Bestes Multiplayer-Spiel (Best Multiplayer Game) |
| - Age of Empires IV – Relic Entertainment/Xbox Game Studios - Evil Genius 2: World Domination – Rebellion Developments - Humankind – Amplitude Studios/Sega - Inscryption – Daniel Mullins Games/Devolver Digital - Microsoft Flight Simulator – Asobo Studio/Xbox Game Studios                            | - It Takes Two – Hazelight Studios/Electronic Arts - Back 4 Blood – Turtle Rock Studios/WB Games - Knockout City – Velan Studios/Electronic Arts - Monster Hunter Rise – Capcom - New World – Amazon Game Studios - Valheim – Iron Gate Studio/Coffee Stain Studios                                             |
| Bestes Debüt-Spiel (Best Debut Game) | Meist erwartetes Spiel (Most Anticipated Game) |
| - Kena: Bridge of Spirits – Ember Lab - Sable – Shedworks/Raw Fury - The Artful Escape – Beethoven & Dinosaur/Annapurna Interactive - The Forgotten City – Modern Storyteller/Dear Villager - Valheim – Iron Gate Studio/Coffee Stain Studios                                                              | - Elden Ring – FromSoftware/Bandai Namco - God of War Ragnarök – SIE Santa Monica Studio/Sony Interactive Entertainment - Horizon Forbidden West – Guerrilla Games/Sony Interactive Entertainment - The Legend of Zelda: Tears of the Kingdom – Nintendo - Starfield – Bethesda Game Studios/Bethesda Softworks |

#### E-Sport
| Bestes E-Sport-Spiel (Best Esports Game) | Bester E-Sport-Player (Best Esports Player)                                                                                       |
| --- | --- |
| - League of Legends – Riot Games - Call of Duty – Activision - Counter-Strike: Global Offensive – Valve - Dota 2 – Valve - Valorant – Riot Games                              | - Oleksandr „s1mple“ Kostyljew - Chris „Simp“ Lehr - Heo „ShowMaker“ Su - Magomed „Collapse“ Khalilov - Tyson „TenZ“ Ngo          |
| Bestes E-Sport-Team (Best Esports Team) | Bester E-Sport-Coach (Best Esports Coach})                                                                                        |
| - Natus Vincere (Counter-Strike: Global Offensive) - DAMWON KIA (League of Legends) - Atlanta Faze (Call of Duty) - Sentinels (Valorant) - Team Spirit (Dota 2)               | - Kim „kkOma“ Jeong-gyun - Airat „Silent“ Gaziev - Andrey „Engh“ Sholokhov - Andrei „B1ad3“ Horodenskyi - James „Crowder“ Crowder |
| Bestes E-Sport-Event (Best Esports Event) | Content-Creator des Jahres (Content Creator of the Year)                                                                          |
| - League of Legends World Championship 2021 - The International 10 - PGL Major: Stockholm 2021 - PUBG Mobile Global Championship 2020 - Valorant Champions Tour: Stage 2 2021 | - Dream - Leslie „Fuslie“ Fu - Alexandre „Gaules“ Borba - Ibai Llanos - David „TheGrefg“ Cánovas                                  |

#### Spiele mit mehreren Nominierungen
| Nominierungen | Gewonnen | Spiel                            |
| ------------- | -------- | -------------------------------- |
| 9             | 2        | Deathloop                        |
| 6             | 0        | Ratchet & Clank: Rift Apart      |
| 5             | 3        | It Takes Two                     |
| 5             | 0        | Psychonauts 2                    |
| 4             | 1        | Marvel’s Guardians of the Galaxy |
| 4             | 1        | Resident Evil Village            |
| 3             | 0        | The Artful Escape                |
| 3             | 0        | Far Cry 6                        |
| 3             | 3        | Forza Horizon 5                  |
| 3             | 2        | Kena: Bridge of Spirits          |
| 3             | 1        | Life Is Strange: True Colors     |
| 3             | 1        | Returnal                         |
| 2             | 0        | Apex Legends                     |
| 2             | 0        | Back 4 Blood                     |
| 2             | 0        | Cyberpunk 2077                   |
| 2             | 2        | Final Fantasy XIV Online         |
| 2             | 0        | Fortnite                         |
| 2             | 1        | Genshin Impact                   |
| 2             | 0        | Inscryption                      |
| 2             | 1        | Metroid Dread                    |
| 2             | 0        | Monster Hunter Rise              |
| 2             | 0        | Valheim                          |

### Preisverleihung 2022
Die Preisverleihung fand am 8. Dezember 2022 statt. Die Nominierungen wurden am 14. November 2022 bekannt gegeben.

#### Computerspiele bzw. Videospiele
| Spiel des Jahres (Game of the Year) | Beste Regie eines Spiel (Best Game Direction) |
| --- | --- |
| - Elden Ring – From Software / Bandai Namco Entertainment - A Plague Tale: Requiem – Asobo Studio / Focus Entertainment - God of War Ragnarök – Santa Monica Studio / Sony Interactive Entertainment - Horizon Forbidden West – Guerrilla Games / Sony Interactive Entertainment - Stray – BlueTwelve Studio / Annapurna Interactive - Xenoblade Chronicles 3 – Monolith Soft / Nintendo | - Elden Ring – From Software / Bandai Namco Entertainment - God of War Ragnarök – Santa Monica Studio / Sony Interactive Entertainment - Horizon Forbidden West – Guerrilla Games / Sony Interactive Entertainment - Immortality – Sam Barlow / Half Mermaid Productions - Stray – BlueTwelve Studio / Annapurna Interactive                              |
| Beste Erzählung (Best Narrative) | Beste künstlerische Gestaltung (Best Art Direction) |
| - God of War Ragnarök – Santa Monica Studio / Sony Interactive Entertainment - A Plague Tale: Requiem – Asobo Studio / Focus Entertainment - Elden Ring – FromSoftware / Bandai Namco Entertainment - Horizon Forbidden West – Guerrilla Games / Sony Interactive Entertainment - Immortality – Sam Barlow / Half Mermaid Productions | - Elden Ring – From Software / Bandai Namco Entertainment - God of War Ragnarök – Santa Monica Studio / Sony Interactive Entertainment - Horizon Forbidden West – Guerrilla Games / Sony Interactive Entertainment - Scorn – Ebb Software / Kepler Interactive - Stray – BlueTwelve Studio / Annapurna Interactive                                        |
| Bester Soundtrack und beste Musik (Best Score und Music) | Beste Audiogestaltung (Best Audio Design) |
| - God of War Ragnarök – Bear McCreary - A Plague Tale: Requiem – Olivier Deriviere - Elden Ring – Tsukasa Saitoh - Metal: Hellsinger – Two Feathers - Xenoblade Chronicles 3 – Yasunori Mitsuda | - God of War Ragnarök – Santa Monica Studio / Sony Interactive Entertainment - Call of Duty: Modern Warfare II – Infinity Ward / Activision - Elden Ring – From Software / Bandai Namco Entertainment - Gran Turismo 7 – Polyphony Digital / Sony Interactive Entertainment - Horizon Forbidden West – Guerrilla Games / Sony Interactive Entertainment   |
| Beste schauspielerische Leistung (Best Performance) | Spiel mit Auswirkungen (Games for Impact) |
| - Christopher Judge als Kratos – God of War Ragnarök - Ashly Burch als Aloy – Horizon Forbidden West - Manon Gage als Marissa Marcel – Immortality - Charlotte McBurney als Amicia de Rune – A Plague Tale: Requiem - Sunny Suljic als Atreus – God of War Ragnarök | - As Dusk Falls – Interior Night / Xbox Game Studios - A Memoir Blue – Cloisters Interactive / Annapurna Interactive - Citizen Sleeper – Jump Over the Age / Fellow Traveller - Endling: Extinction is Forever – Herobeat Studios / HandyGames - Hindsight – Joel McDonald / Annapurna Interactive - I Was a Teenage Exocolonist – Northway Games / Finji |
| Bestes fortlaufendes Spiel (Best Ongoing Game) | Bestes Independentspiel (Best Independent Game) |
| - Final Fantasy XIV – Square Enix - Apex Legends – Respawn Entertainment / Electronic Arts - Destiny 2: The Witch Queen – Bungie - Fortnite – Epic Games - Genshin Impact – miHoYo | - Stray – BlueTwelve Studio / Annapurna Interactive - Cult of the Lamb – Massive Monster / Devolver Digital - Neon White – Angel Matrix / Annapurna Interactive - Sifu – Sloclap - Tunic – Andrew Shouldice / Finji |
| Bestes mobiles Spiel (Best Mobile Game) | Bester Community-Support (Best Community Support) |
| - Marvel Snap – Second Dinner / Nuverse - Apex Legends Mobile – Respawn Entertainment / Electronic Arts - Diablo Immortal – NetEase / Blizzard Entertainment - Genshin Impact – miHoYo - Tower of Fantasy – Hotta Studio / Level Infinite | - Final Fantasy XIV – Square Enix - Apex Legends – Respawn Entertainment / Electronic Arts - Destiny 2: The Witch Queen – Bungie - Fortnite – Epic Games - No Man’s Sky – Hello Games |
| Bestes Virtual Reality-Spiel (Best VR/AR Game) | Innovation in der Barrierefreiheit (Innovation in Accessibility) |
| - Moss: Book II – Polyarc - After the Fall – Vertigo Games - Among Us VR – Innersloth - Bonelab – Stress Level Zero - Red Matter 2 – Vertical Robot | - God of War Ragnarök – Santa Monica Studio / Sony Interactive Entertainment - As Dusk Falls – Interior Night / Xbox Game Studios - Return to Monkey Island – Terrible Toybox, Lucasfilm Games / Devolver Digital - The Last of Us [2022/2023 Remake] – Naughty Dog / Sony Interactive Entertainment - The Quarry – Supermassive Games / 2K               |
| Bestes Action-Spiel (Best Action Game) | Bestes Action-Adventure (Best Action/Adventure Game) |
| - Bayonetta 3 – Platinum Games / Nintendo - Call of Duty: Modern Warfare II – Infinity Ward / Activision - Neon White – Angel Matrix / Annapurna Interactive - Sifu – Sloclap - Teenage Mutant Ninja Turtles: Shredder’s Revenge – Tribute Games / Dotemu | - God of War Ragnarök – Santa Monica Studio / Sony Interactive Entertainment - A Plague Tale: Requiem – Asobo Studio / Focus Entertainment - Horizon Forbidden West – Guerrilla Games / Sony Interactive Entertainment - Stray – BlueTwelve Studio / Annapurna Interactive - Tunic – Andrew Shouldice / Finji                                             |
| Bestes Rollenspiel (Best Role Playing Game) | Bestes Kampfspiel (Best Fighting Game) |
| - Elden Ring – From Software / Bandai Namco Entertainment - Live a Live – Square Enix / Nintendo - Pokémon Legends: Arceus – Game Freak / The Pokémon Company, Nintendo - Triangle Strategy – Artdink / Square Enix - Xenoblade Chronicles 3 – Monolith Soft / Nintendo | - MultiVersus – Player First Games / Warner Bros. Interactive Entertainment - DNF Duel – Arc System Works, Eighting, Neople / Nexon - JoJo's Bizarre Adventure: All Star Battle R – CyberConnect2 / Bandai Namco Entertainment - The King of Fighters XV – SNK Corporation - Sifu – Sloclap                                                               |
| Bestes familienfreundliches Spiel (Best Family Game) | Bestes Sport-/Rennspiel (Best Sports/Racing Game) |
| - Kirby und das vergessene Land – HAL Laboratory / Nintendo - Lego Star Wars: The Skywalker Saga – Traveller's Tales / Warner Bros. Interactive Entertainment - Mario + Rabbids Sparks of Hope – Ubisoft Milan, Ubisoft Paris / Ubisoft - Nintendo Switch Sports – Nintendo EPD / Nintendo - Splatoon 3 – Nintendo EPD / Nintendo | - Gran Turismo 7 – Polyphony Digital / Sony Interactive Entertainment - F1 22 – Codemasters / EA Sports - FIFA 23 – EA Vancouver, EA Romania / EA Sports - NBA 2K23 – Visual Concepts / 2K Sports - OlliOlli World – Roll7 / Private Division |
| Bestes Simulations/Strategiespiel (Best Sim/Strategy Game) | Bestes Multiplayer-Spiel (Best Multiplayer Game) |
| - Mario + Rabbids Sparks of Hope – Ubisoft Milan, Ubisoft Paris / Ubisoft - Dune: Spice Wars – Shiro Games / Funcom - Total War: Warhammer III – Creative Assembly / Sega - Two Point Campus – Two Point Studios / Sega - Victoria 3 – Paradox Development Studio / Paradox Interactive | - Splatoon 3 – Nintendo EPD / Nintendo - Call of Duty: Modern Warfare II – Infinity Ward / Activision - MultiVersus – Player First Games / Warner Bros. Interactive Entertainment - Overwatch 2 – Blizzard Entertainment - Teenage Mutant Ninja Turtles: Shredder’s Revenge – Tribute Games / Dotemu                                                      |
| Bestes Debüt-Spiel (Best Indie Debut Game) | Meist erwartetes Spiel (Most Anticipated Game) |
| - Stray – BlueTwelve Studio / Annapurna Interactive - Neon White – Angel Matrix / Annapurna Interactive - Norco – Geography of Robots / Raw Fury - Tunic – Andrew Shouldice / Finji - Vampire Survivors – Luca Galante | - The Legend of Zelda: Tears of the Kingdom – Nintendo EPD / Nintendo - Final Fantasy XVI – Square Enix Creative Business Unit III / Square Enix - Hogwarts Legacy – Avalanche Software / Warner Bros. Interactive Entertainment - Resident Evil 4 – Capcom - Starfield – Bethesda Game Studios / Bethesda Softworks                                      |
| Beste Adaptation (Best Adaptation) | Players' Voice |
| - Arcane (Animationsserie) – Fortiche, Riot Games / Netflix; basiert auf League of Legends von Riot Games - Cyberpunk: Edgerunners (Animationsserie) – Studio Trigger, CD Projekt / Netflix; basiert auf Cyberpunk 2077 von CD Projekt - The Cuphead Show! (Animationsserie) – Studio MDHR, King Features Syndicate / Netflix; basiert auf Cuphead von Studio MDHR - Sonic the Hedgehog 2 (Film) – Sega Sammy Holdings / Paramount Pictures; basiert auf Sonic the Hedgehog von Sega - Uncharted (Film) – PlayStation Productions / Sony Pictures Releasing; basiert auf Uncharted von Sony Interactive Entertainment | - Genshin Impact – MiHoYo - Elden Ring – From Software / Bandai Namco Entertainment - God of War Ragnarök – Santa Monica Studio / Sony Interactive Entertainment - Sonic Frontiers – Sonic Team / Sega - Stray – BlueTwelve Studio / Annapurna Interactive                                                                                                |

#### E-Sport
| Bestes E-Sport-Spiel (Best Esports Game) | Bester E-Sport-Athlet (Best Esports Athlete) |
| --- | --- |
| - Valorant – Riot Games - Counter-Strike: Global Offensive – Valve - Dota 2 – Valve - League of Legends – Riot Games - Rocket League – Psyonix                      | - Jaccob „yay“ Whiteaker (OpTic Gaming, Valorant) - Jeong „Chovy“ Ji-hoon (Gen.G, League of Legends) - Lee „Faker“ Sang-hyeok (T1, League of Legends) - Finn „karrigan“ Andersen (FaZe Clan, Counter-Strike: Global Offensive) - Oleksandr „s1mple“ Kostyljew (Natus Vincere, Counter-Strike: Global Offensive) |
| Bestes E-Sport-Team (Best Esports Team) | Bester E-Sport-Coach (Best Esports Coach) |
| - LOUD (Valorant) - DarkZero Esports (Apex Legends) - FaZe Clan (Counter-Strike: Global Offensive) - Gen.G (League of Legends) - Los Angeles Thieves (Call of Duty) | - Matheus „bzkA“ Tarasconi (LOUD, Valorant) - Andrii „B1ad3“ Horodenskyi (Natus Vincere, Counter-Strike: Global Offensive) - Erik „d00mbr0s“ Sandgren (FunPlus Phoenix, Valorant) - Robert „RobbaN“ Dahlström (FaZe Clan, Counter-Strike: Global Offensive) - Go „Score“ Dong-bin (Gen.G, League of Legends)    |
| Bestes E-Sport-Event (Best Esports Event) | Content-Creator des Jahres (Content Creator of the Year) |
| - League of Legends World Championship 2022 - Evo 2022 - PGL Major Antwerp 2022 - Mid-Season Invitational 2022 - Valorant Champions 2022                            | - Ludwig Ahgren - Karl Jacobs - Nibellion - Nobru - QTCinderella |

#### Spiele mit mehreren Nominierungen
| Nominierungen | Gewonnen | Spiel                                            |
| ------------- | -------- | ------------------------------------------------ |
| 11            | 6        | God of War Ragnarök                              |
| 8             | 4        | Elden Ring                                       |
| 7             | 0        | Horizon Forbidden West                           |
| 7             | 2        | Stray                                            |
| 5             | 0        | A Plague Tale: Requiem                           |
| 3             | 0        | Apex Legends                                     |
| 3             | 0        | Call of Duty: Modern Warfare II                  |
| 3             | 1        | Genshin Impact                                   |
| 3             | 0        | Immortality                                      |
| 3             | 0        | Neon White                                       |
| 3             | 0        | Sifu                                             |
| 3             | 0        | Tunic                                            |
| 3             | 0        | Xenoblade Chronicles 3                           |
| 2             | 1        | As Dusk Falls                                    |
| 2             | 0        | Destiny 2: The Witch Queen                       |
| 2             | 2        | Final Fantasy XIV                                |
| 2             | 0        | Fortnite                                         |
| 2             | 1        | Gran Turismo 7                                   |
| 2             | 1        | Mario + Rabbids Sparks of Hope                   |
| 2             | 0        | MultiVersus                                      |
| 2             | 1        | Splatoon 3                                       |
| 2             | 0        | Teenage Mutant Ninja Turtles: Shredder’s Revenge |

### Preisverleihung 2023
Die Preisverleihung fand am 7. Dezember 2023 im Peacock Theater in Los Angeles statt. Die Nominierungen wurden am 13. November 2023 bekannt gegeben.

#### Computerspiele bzw. Videospiele
| Spiel des Jahres (Game of the Year) | Beste Regie eines Spiels (Best Game Direction) |
| --- | --- |
| - Baldur’s Gate 3 – Larian Studios - Alan Wake II – Remedy Entertainment / Epic Games - The Legend of Zelda: Tears of the Kingdom – Nintendo EPD / Nintendo - Marvel’s Spider-Man 2 – Insomniac Games / Sony Interactive Entertainment - Resident Evil 4 – Capcom - Super Mario Bros. Wonder – Nintendo EPD / Nintendo                                   | - Alan Wake II – Remedy Entertainment / Epic Games - Baldur’s Gate 3 – Larian Studios - The Legend of Zelda: Tears of the Kingdom – Nintendo EPD / Nintendo - Marvel’s Spider-Man 2 – Insomniac Games / Sony Interactive Entertainment - Super Mario Bros. Wonder – Nintendo EPD / Nintendo |
| Beste Erzählung (Best Narrative) | Beste künstlerische Gestaltung (Best Art Direction) |
| - Alan Wake II – Remedy Entertainment / Epic Games - Baldur’s Gate 3 – Larian Studios - Cyberpunk 2077: Phantom Liberty – CD Projekt Red / CD Projekt - Final Fantasy XVI – Square Enix - Marvel’s Spider-Man 2 – Insomniac Games / Sony Interactive Entertainment                                                                                       | - Alan Wake II – Remedy Entertainment / Epic Games - Hi-Fi Rush – Tango Gameworks / Bethesda Softworks - The Legend of Zelda: Tears of the Kingdom – Nintendo EPD / Nintendo - Lies of P – Round8 Studio / Neowiz - Super Mario Bros. Wonder – Nintendo EPD / Nintendo |
| Bester Soundtrack und beste Musik (Best Score and Music) | Beste Audiogestaltung (Best Audio Design) |
| - Final Fantasy XVI – Masayoshi Soken - Alan Wake II – Petri Alanko - Baldur’s Gate 3 – Borislav Slavov - Hi-Fi Rush – Shuichi Kobori - The Legend of Zelda: Tears of the Kingdom – Nintendo | - Hi-Fi Rush – Tango Gameworks / Bethesda Softworks - Alan Wake II – Remedy Entertainment / Epic Games - Dead Space – Motive Studios / Electronic Arts - Marvel’s Spider-Man 2 – Insomniac Games / Sony Interactive Entertainment - Resident Evil 4 – Capcom |
| Beste schauspielerische Leistung (Best Performance) | Spiel mit Auswirkungen (Games for Impact) |
| - Neil Newbon as Astarion – Baldur’s Gate 3 - Idris Elba als Solomon Reed – Cyberpunk 2077: Phantom Liberty - Melanie Liburd als Saga Anderson – Alan Wake II - Yuri Lowenthal als Peter Parker – Marvel’s Spider-Man 2 - Cameron Monaghan als Cal Kestis – Star Wars Jedi: Survivor - Ben Starr als Clive Rosfield – Final Fantasy XVI                  | - Tchia – Awaceb - A Space for the Unbound – Mojiken Studio / Toge Productions - Chants of Sennaar – Rundisc / Focus Entertainment - Goodbye Volcano High – KO OP - Terra Nil – Free Lives / Devolver Digital - Venba – Visai Games |
| Bestes Independentspiel (Best Independent Game) | Bestes Indie-Debüt-Spiel (Best Indie Debut Game) |
| - Sea of Stars – Sabotage Studio - Cocoon – Geometric Interactive / Annapurna Interactive - Dave the Diver – Mintrocket - Dredge – Black Salt Games / Team17 - Viewfinder – Sad Owl Studios / Thunderful Publishing | - Cocoon – Geometric Interactive / Annapurna Interactive - Dredge – Black Salt Games / Team17 - Pizza Tower – Tour De Pizza - Venba – Visai Games - Viewfinder – Sad Owl Studios / Thunderful Publishing |
| Bestes fortlaufendes Spiel (Best Ongoing Game) | Bester Community-Support (Best Community Support) |
| - Cyberpunk 2077 – CD Projekt Red / CD Projekt - Apex Legends – Respawn Entertainment / Electronic Arts - Final Fantasy XIV – Square Enix - Fortnite – Epic Games - Genshin Impact – miHoYo / HoYoverse | - Baldur’s Gate 3 – Larian Studios - Cyberpunk 2077 – CD Projekt Red / CD Projekt - Destiny 2 – Bungie - Final Fantasy XIV – Square Enix - No Man’s Sky – Hello Games |
| Bestes mobiles Spiel (Best Mobile Game) | Bestes Virtual-Reality/Augmented-Reality-Spiel (Best VR/AR Game) |
| - Honkai: Star Rail – miHoYo / HoYoverse - Final Fantasy VII: Ever Crisis – Applibot, Square Enix Creative Business Unit I / Square Enix - Hello Kitty Island Adventure – Sunblink - Monster Hunter Now – Niantic / Capcom - Terra Nil – Free Lives / Devolver Digital                                                                                   | - Resident Evil Village – Capcom - Gran Turismo 7 – Polyphony Digital / Sony Interactive Entertainment - Humanity – tha LTD. / Enhance Games - Horizon Call of the Mountain – Guerrilla Games, Firesprite / Sony Interactive Entertainment - Synapse – nDreams |
| Bestes Action-Spiel (Best Action Game) | Bestes Action-Adventure (Best Action/Adventure Game) |
| - Armored Core VI: Fires of Rubicon – FromSoftware / Bandai Namco Entertainment - Dead Island 2 – Dambuster Studios / Deep Silver - Ghostrunner 2 – One More Level / 505 Games - Hi-Fi Rush – Tango Gameworks / Bethesda Softworks - Remnant 2 – Gunfire Games / Gearbox Publishing                                                                      | - The Legend of Zelda: Tears of the Kingdom – Nintendo EPD / Nintendo - Alan Wake II – Remedy Entertainment / Epic Games Publishing - Marvel’s Spider-Man 2 – Insomniac Games / Sony Interactive Entertainment - Resident Evil 4 – Capcom - Star Wars Jedi: Survivor – Respawn Entertainment / Electronic Arts |
| Bestes Rollenspiel (Best Role Playing Game) | Bestes Kampfspiel (Best Fighting Game) |
| - Baldur’s Gate 3 – Larian Studios - Final Fantasy XVI – Square Enix - Lies of P – Round8 Studio / Neowiz - Sea of Stars – Sabotage Studio - Starfield – Bethesda Game Studios / Bethesda Softworks | - Street Fighter 6 – Capcom - God of Rock – Modus Games - Mortal Kombat 1 – NetherRealm Studios / Warner Bros. Games - Nickelodeon All-Star Brawl 2 – Fair Play Labs / GameMill Entertainment - Pocket Bravery – Statera Studio / PQube |
| Bestes familienfreundliches Spiel (Best Family Game) | Bestes Simulations-/Strategiespiel (Best Sim/Strategy Game) |
| - Super Mario Bros. Wonder – Nintendo EPD / Nintendo - Disney Illusion Island – Dlala Studios / Disney Electronic Content - Party Animals – Recreate Games / Source Technology - Pikmin 4 – Nintendo EPD / Nintendo - Sonic Superstars – Arzest, Sonic Team / Sega                                                                                       | - Pikmin 4 – Nintendo EPD / Nintendo - Advance Wars 1+2: Re-Boot Camp – WayForward / Nintendo - Cities: Skylines II – Colossal Order / Paradox Interactive - Company of Heroes 3 – Relic Entertainment / Sega - Fire Emblem Engage – Intelligent Systems / Nintendo |
| Bestes Sport-/Rennspiel (Best Sports/Racing Game) | Bestes Multiplayer-Spiel (Best Multiplayer Game) |
| - Forza Motorsport – Turn 10 Studios / Xbox Game Studios - EA Sports FC 24 – EA Vancouver, EA Romania / EA Sports - F1 23 – Codemasters / EA Sports - Hot Wheels Unleashed 2: Turbocharged – Milestone - The Crew Motorfest – Ubisoft Ivory Tower / Ubisoft                                                                                              | - Baldur’s Gate 3 – Larian Studios - Diablo IV – Blizzard Team 3, Blizzard Albany / Blizzard Entertainment - Party Animals – Recreate Games / Source Technology - Street Fighter 6 – Capcom - Super Mario Bros. Wonder – Nintendo EPD / Nintendo |
| Innovation in der Barrierefreiheit (Innovation in Accessibility) | Beste Adaptation (Best Adaptation) |
| - Forza Motorsport – Turn 10 Studios / Xbox Game Studios - Diablo IV – Blizzard Team 3, Blizzard Albany / Blizzard Entertainment - Hi-Fi Rush – Tango Gameworks / Bethesda Softworks - Marvel’s Spider-Man 2 – Insomniac Games / Sony Interactive Entertainment - Mortal Kombat 1 – NetherRealm Studios / Warner Bros. Games - Street Fighter 6 – Capcom | - The Last of Us (Fernsehserie) – PlayStation Productions / HBO; basierend auf The Last of Us von Sony Interactive Entertainment - Castlevania: Nocturne (Anime) – Powerhouse Animation / Netflix; basierend auf Castlevania von Konami - Gran Turismo (Film) – PlayStation Productions / Sony Pictures Releasing; basierend auf Gran Turismo von Sony Interactive Entertainment - The Super Mario Bros. Movie (Film) – Illumination Entertainment, Nintendo / Universal Pictures; basierend auf Mario von Nintendo - Twisted Metal (Fernsehserie) – PlayStation Productions / Peacock; basierend auf Twisted Metal von Sony Interactive Entertainment |
| Meist erwartetes Spiel (Most Anticipated Game) | Publikumspreis (Players’ Voice) |
| - Final Fantasy VII Rebirth – Square Enix Creative Business Unit I / Square Enix - Hades II – Supergiant Games - Like a Dragon: Infinite Wealth – Ryu Ga Gotoku Studio / Sega - Star Wars Outlaws – Massive Entertainment / Ubisoft - Tekken 8 – Bandai Namco Studios, Arika / Bandai Namco Entertainment                                                | - Baldur’s Gate 3 – Larian Studios - Cyberpunk 2077 – CD Projekt Red / CD Projekt - Genshin Impact – miHoYo / HoYoverse - Marvel’s Spider-Man 2 – Insomniac Games / Sony Interactive Entertainment - The Legend of Zelda: Tears of the Kingdom – Nintendo EPD / Nintendo |

#### Esports und Creators
| Bestes E-Sport-Spiel (Best Esports Game) | Bester E-Sport-Athlet (Best Esports Athlete) |
| --- | --- |
| - Valorant – Riot Games - Counter-Strike 2 – Valve - Dota 2 – Valve - League of Legends – Riot Games - PUBG Mobile – Lightspeed & Quantum Studio / Level Infinite | - Lee „Faker“ Sang-hyeok (T1, League of Legends) - Phillip „ImperialHal“ Dosen (TSM, Apex Legends) - Mathieu „ZywOo“ Herbaut (Team Vitality, Counter-Strike: Global Offensive) - Park „Ruler“ Jae-hyuk (JD Gaming, League of Legends) - Max „Demon1“ Mazanov (Evil Geniuses, Valorant) - Paco „HyDra“ Rusiewiez (New York Subliners, Call of Duty) |
| Bestes E-Sport-Team (Best Esports Team) | Bester E-Sport-Coach (Best Esports Coach) |
| - JD Gaming (League of Legends) - Evil Geniuses (Valorant) - Fnatic (Valorant) - Gaimin Gladiators (Dota 2) - Team Vitality (Counter-Strike 2)                    | - Christine „Potter“ Chi (Evil Geniuses, Valorant) - Jordan „Gunba“ Graham (Florida Mayhem, Overwatch 2) - Rémy „XTQZZZ“ Quoniam (Team Vitality, Counter-Strike: Global Offensive) - Danny „Zonic“ Sørensen (Team Falcons, Counter-Strike: Global Offensive) - Yoon „Homme“ Sung-young (JD Gaming, League of Legends)                              |
| Bestes E-Sport-Event (Best Esports Event) | Content-Creator des Jahres (Content Creator of the Year) |
| - League of Legends World Championship 2023 - BLAST.tv Major: Paris 2023 - Evolution Championship Series 2023 - The International 2023 - Valorant Champions 2023  | - Ironmouse - People Make Games - Quackity - Spreen - SypherPK |

#### Spiele mit mehreren Nominierungen
| Nominierungen | Gewonnen | Spiel                                     |
| ------------- | -------- | ----------------------------------------- |
| 9             | 6        | Baldur’s Gate 3                           |
| 8             | 3        | Alan Wake II                              |
| 8             | 0        | Marvel’s Spider-Man 2                     |
| 6             | 1        | The Legend of Zelda: Tears of the Kingdom |
| 5             | 1        | Cyberpunk 2077                            |
| 5             | 1        | Hi-Fi Rush                                |
| 5             | 1        | Super Mario Bros. Wonder                  |
| 4             | 1        | Final Fantasy XVI                         |
| 3             | 0        | Resident Evil 4                           |
| 3             | 1        | Street Fighter 6                          |
| 2             | 1        | Cocoon                                    |
| 2             | 0        | Diablo IV                                 |
| 2             | 0        | Dredge                                    |
| 2             | 0        | Final Fantasy XIV                         |
| 2             | 2        | Forza Motorsport                          |
| 2             | 0        | Genshin Impact                            |
| 2             | 0        | Lies of P                                 |
| 2             | 0        | Mortal Kombat 1                           |
| 2             | 0        | Party Animals                             |
| 2             | 1        | Pikmin 4                                  |
| 2             | 1        | Sea of Stars                              |
| 2             | 0        | Star Wars Jedi: Survivor                  |
| 2             | 0        | Terra Nil                                 |
| 2             | 0        | Venba                                     |
| 2             | 0        | Viewfinder                                |

### Preisverleihung 2024

#### Computerspiele bzw. Videospiele
Die Preisverleihung fand am 12. Dezember 2024 im Peacock Theater in Los Angeles statt.
| Spiel des Jahres (Game of the Year) | Beste Regie eines Spiels (Best Game Direction) |
| --- | --- |
| - Astro Bot – Team Asobi / Sony Interactive Entertainment - Balatro – LocalThunk / Playstack - Black Myth: Wukong – Game Science - Elden Ring: Shadow of the Erdtree – FromSoftware / Bandai Namco Entertainment - Final Fantasy VII Rebirth – Square Enix - Metaphor: ReFantazio – Studio Zero / Sega                     | - Astro Bot – Team Asobi / Sony Interactive Entertainment - Balatro – LocalThunk / Playstack - Black Myth: Wukong – Game Science - Elden Ring: Shadow of the Erdtree – FromSoftware / Bandai Namco Entertainment - Final Fantasy VII Rebirth – Square Enix - Metaphor: ReFantazio – Studio Zero / Sega                                                   |
| Beste Erzählung (Best Narrative) | Beste künstlerische Gestaltung (Best Art Direction) |
| - Metaphor: ReFantazio – Studio Zero / Sega - Final Fantasy VII Rebirth – Square Enix - Like a Dragon: Infinite Wealth – Ryu Ga Gotoku Studio / Sega - Senua's Saga: Hellblade II – Ninja Theory / Xbox Game Studios - Silent Hill 2 – Bloober Team / Konami                                                               | - Metaphor: ReFantazio – Studio Zero / Sega - Astro Bot – Team Asobi / Sony Interactive Entertainment - Black Myth: Wukong – Game Science - Elden Ring: Shadow of the Erdtree – FromSoftware / Bandai Namco Entertainment - Neva – Nomada Studio / Devolver Digital                                                                                      |
| Bester Soundtrack und beste Musik (Best Score and Music) | Beste Audiogestaltung (Best Audio Design) |
| - Final Fantasy VII Rebirth – Square Enix - Astro Bot – Team Asobi / Sony Interactive Entertainment - Metaphor: ReFantazio – Studio Zero / Sega - Silent Hill 2 – Bloober Team / Konami - Stellar Blade – Shift Up / Sony Interactive Entertainment                                                                        | - Senua's Saga: Hellblade II – Ninja Theory / Xbox Game Studios - Astro Bot – Team Asobi / Sony Interactive Entertainment - Call of Duty: Black Ops 6 – Treyarch, Raven Software / Activision - Final Fantasy VII Rebirth – Square Enix - Silent Hill 2 – Bloober Team / Konami                                                                          |
| Beste schauspielerische Leistung (Best Performance) | Spiel mit Auswirkungen (Games for Impact) |
| - Melina Juergens als Senua – Senua's Saga: Hellblade II - Briana White als Aerith Gainsborough – Final Fantasy VII Rebirth - Hannah Telle als Max Caulfield – Life Is Strange: Double Exposure - Humberly González als Kay Vess – Star Wars Outlaws - Luke Roberts als James Sunderland – Silent Hill 2                   | - Neva – Nomada Studio / Devolver Digital - Closer the Distance – Osmotic Studios / Skybound Games - Indika – Odd Meter / 11 Bit Studios - Life Is Strange: Double Exposure – Deck Nine / Square Enix - Senua's Saga: Hellblade II – Ninja Theory / Xbox Game Studios - Tales of Kenzera: Zau – Surgent Studios / Electronic Arts                        |
| Bestes Independentspiel (Best Independent Game) | Bestes Indie-Debüt-Spiel (Best Indie Debut Game) |
| - Balatro – LocalThunk / Playstack - Animal Well – Shared Memory / Bigmode - Lorelei and the Laser Eyes – Simogo / Annapurna Interactive - Neva – Nomada Studio / Devolver Digital - UFO 50 – Mossmouth | - Balatro – LocalThunk / Playstack - Animal Well – Shared Memory / Bigmode - Manor Lords – Slavic Magic / Hooded Horse - Pacific Drive – Ironwood Studios / Kepler Interactive - The Plucky Squire – All Possible Futures / Devolver Digital |
| Bestes fortlaufendes Spiel (Best Ongoing Game) | Bester Community-Support (Best Community Support) |
| - Helldivers II – Arrowhead Game Studios / Sony Interactive Entertainment - Destiny 2: The Final Shape – Bungie - Diablo IV: Vessel of Hatred – Blizzard Entertainment - Final Fantasy XIV: Dawntrail – Square Enix - Fortnite – Epic Games                                                                                | - Baldur's Gate 3 – Larian Studios - Final Fantasy XIV: Dawntrail – Square Enix - Fortnite – Epic Games - Helldivers II – Arrowhead Game Studios / Sony Interactive Entertainment - No Man's Sky – Hello Games |
| Bestes mobiles Spiel (Best Mobile Game) | Bestes Virtual-Reality/Augmented-Reality-Spiel (Best VR/AR Game) |
| - Balatro – LocalThunk / Playstack - AFK Journey – Lilith Games / Farlight - Pokémon Trading Card Game Pocket – Creatures Inc., DeNA / The Pokémon Company - Wuthering Waves – Kuro Games - Zenless Zone Zero – miHoYo | - Batman: Arkham Shadow – Camouflaj / Oculus Studios - Arizona Sunshine Remake – Vertigo Games - Asgard's Wrath 2 – Sanzaru Games / Oculus Studios - Metal: Hellsinger VR – Lab42, The Outsiders / Funcom - Metro Awakening – Vertigo Games / Deep Silver                                                                                                |
| Bestes Action-Spiel (Best Action Game) | Bestes Action-Adventure (Best Action/Adventure Game) |
| - Black Myth: Wukong – Game Science - Call of Duty: Black Ops 6 – Treyarch, Raven Software / Activision - Helldivers II – Arrowhead Game Studios / Sony Interactive Entertainment - Stellar Blade – Shift Up / Sony Interactive Entertainment - Warhammer 40,000: Space Marine 2 – Saber Interactive / Focus Entertainment | - Astro Bot – Team Asobi / Sony Interactive Entertainment - The Legend of Zelda: Echoes of Wisdom – Nintendo EPD, Grezzo / Nintendo - Prince of Persia: The Lost Crown – Ubisoft Montpellier / Ubisoft - Silent Hill 2 – Bloober Team / Konami - Star Wars Outlaws – Massive Entertainment / Ubisoft                                                     |
| Bestes Rollenspiel (Best Role Playing Game) | Bestes Kampfspiel (Best Fighting Game) |
| - Metaphor: ReFantazio – Studio Zero / Sega - Dragon's Dogma 2 – Capcom - Elden Ring: Shadow of the Erdtree – FromSoftware / Bandai Namco Entertainment - Final Fantasy VII Rebirth – Square Enix - Like a Dragon: Infinite Wealth – Ryu Ga Gotoku Studio / Sega                                                           | - Tekken 8 – Bandai Namco Studios, Arika / Bandai Namco Entertainment - Dragon Ball: Sparking! Zero – Spike Chunsoft / Bandai Namco Entertainment - Granblue Fantasy Versus: Rising – Arc System Works / Cygames - Marvel vs. Capcom Fighting Collection: Arcade Classics – Capcom - MultiVersus – Player First Games / Warner Bros. Games               |
| Bestes familienfreundliches Spiel (Best Family Game) | Bestes Simulations-/Strategiespiel (Best Sim/Strategy Game) |
| - Astro Bot – Team Asobi / Sony Interactive Entertainment - The Legend of Zelda: Echoes of Wisdom – Nintendo EPD, Grezzo / Nintendo - The Plucky Squire – All Possible Futures / Devolver Digital - Princess Peach: Showtime! – Good-Feel / Nintendo - Super Mario Party Jamboree – Nintendo Cube / Nintendo               | - Frostpunk 2 – 11 Bit Studios - Age of Mythology: Retold – World's Edge, Forgotten Empires / Xbox Game Studios - Kunitsu-Gami: Path of the Goddess – Capcom - Manor Lords – Slavic Magic / Hooded Horse - Unicorn Overlord – Vanillaware / Sega |
| Bestes Sport-/Rennspiel (Best Sports/Racing Game) | Bestes Multiplayer-Spiel (Best Multiplayer Game) |
| - EA Sports FC 25 – EA Vancouver, EA Romania / EA Sports - F1 24 – Codemasters / EA Sports - NBA 2K25 – Visual Concepts / 2K - TopSpin 2K25 – Hangar 13 / 2K - WWE 2K24 – Visual Concepts / 2K | - Helldivers II – Arrowhead Game Studios / Sony Interactive Entertainment - Call of Duty: Black Ops 6 – Treyarch, Raven Software / Activision - Super Mario Party Jamboree – Nintendo Cube / Nintendo - Tekken 8 – Bandai Namco Studios, Arika / Bandai Namco Entertainment - Warhammer 40,000: Space Marine 2 – Saber Interactive / Focus Entertainment |
| Innovation in der Barrierefreiheit (Innovation in Accessibility) | Beste Adaptation (Best Adaptation) |
| - Prince of Persia: The Lost Crown – Ubisoft Montpellier / Ubisoft - Call of Duty: Black Ops 6 – Treyarch, Raven Software / Activision - Diablo IV: Vessel of Hatred – Blizzard Entertainment - Dragon Age: The Veilguard – BioWare / Electronic Arts - Star Wars Outlaws – Massive Entertainment / Ubisoft                | - Fallout – Kilter Films, Bethesda Game Studios / Amazon MGM Studios; - Arcane – Fortiche Production, Riot Games / Netflix; - Knuckles – Sega Sammy Group / Paramount Pictures; - Like a Dragon: Yakuza – Sega / Amazon MGM Studios; - Tomb Raider: The Legend of Lara Croft – Crystal Dynamics, Legendary Television / Netflix                          |
| Meist erwartetes Spiel (Most Anticipated Game) | Publikumspreis (Players’ Voice) |
| - Grand Theft Auto VI – Rockstar Games - Death Stranding 2: On the Beach – Kojima Productions / Sony Interactive Entertainment - Ghost of Yōtei – Sucker Punch Productions / Sony Interactive Entertainment - Metroid Prime 4: Beyond – Retro Studios / Nintendo - Monster Hunter Wilds – Capcom                           | - Black Myth: Wukong – Game Science - Genshin Impact – miHoYo - Elden Ring: Shadow of the Erdtree – FromSoftware / Bandai Namco Entertainment - Wuthering Waves – Kuro Games - Zenless Zone Zero – miHoYo |

#### Spiele mit mehreren Auszeichnungen
| Awards | Game                       |
| ------ | -------------------------- |
| 4      | Astro Bot                  |
| 3      | Balatro                    |
| 3      | Metaphor: ReFantazio       |
| 2      | Black Myth: Wukong         |
| 2      | Helldivers II              |
| 2      | Senua's Saga: Hellblade II |